# Brucourt
Vous lisez un « article de qualité » labellisé en 2009.
Cet article possède un paronyme, voir Brocourt.
Brucourt est un petit village de Normandie situé dans le pays d'Auge à mi-distance entre Dives-sur-Mer (5 kilomètres) et Dozulé (4,5 kilomètres) et à vingt kilomètres de Caen. Administrativement, c'est une commune du canton de Dozulé, dans le département du Calvados, en région de Normandie.
Traversée par l'Ancre et la Dives, la commune est l'exemple typique d'un habitat dispersé du bocage augeron et présente également un paysage de marais. Brucourt apparaît pour la première fois dans l'histoire en 1060, lors de la tentative de la reconquête de la Normandie par Henry Ier. Demeurée relativement éloignée des grands événements historiques, elle est, durant la Seconde Guerre mondiale, le témoin de la bataille de Normandie.
La population brucourtoise, stabilisée à environ cent-vingt habitants depuis plus d'un siècle, ne dispose pas de la plupart des services et activités secondaires et tertiaires. Brucourt est un village qui a toujours été à orientation agricole, même si le XXe siècle l'a transformé aussi en lieu résidentiel. Au dernier recensement de 2022, la commune comptait 128 habitants.

## Géographie

### Localisation

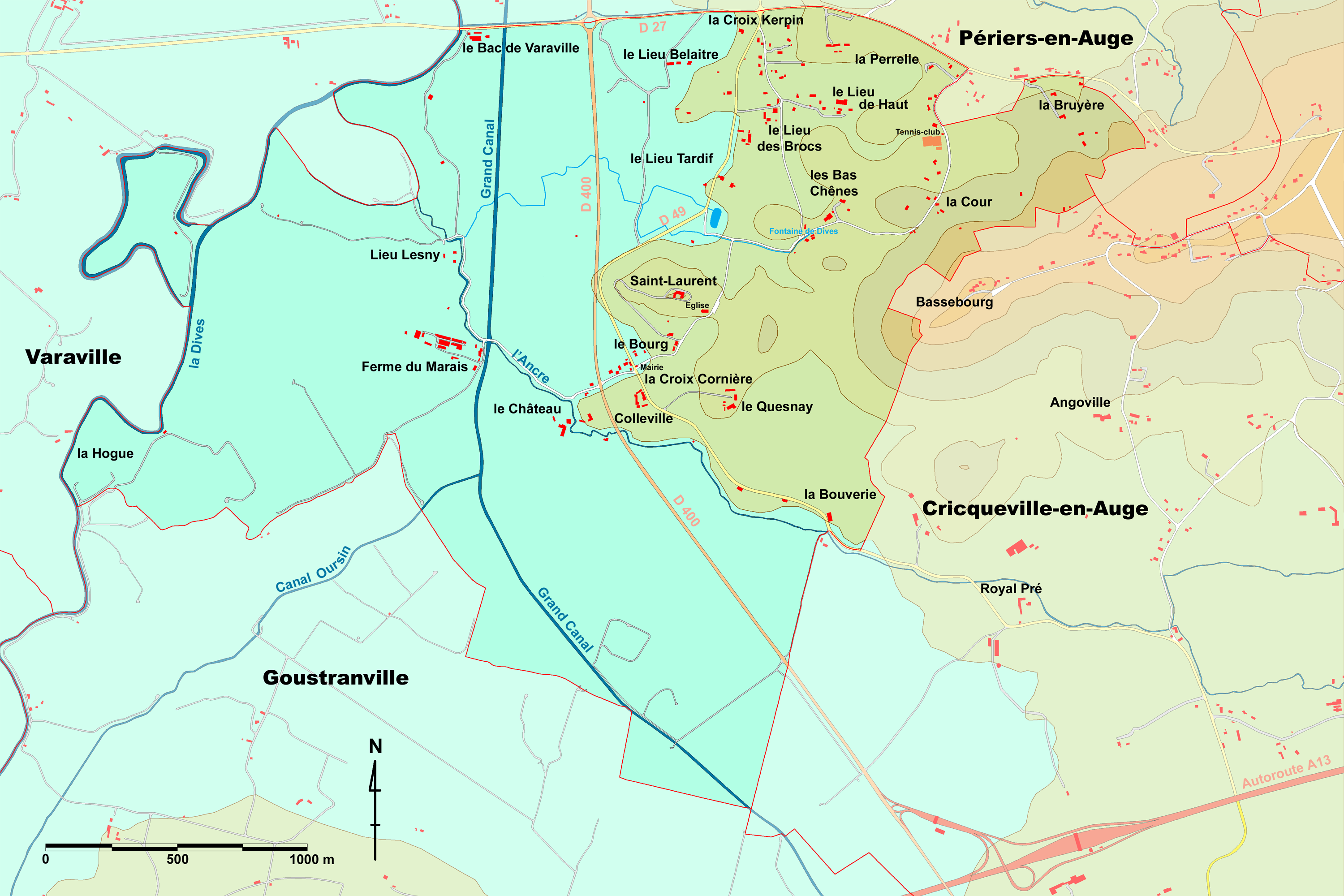
Plan de la commune de Brucourt. Au nord : la commune de Périers-en-Auge, à l'est : Cricqueville-en-Auge, au sud : Goustranville, à l'ouest : Varaville.

Brucourt est une commune agricole située sur la rive droite de la Dives, à cinq kilomètres de la côte de la Manche, dite Côte Fleurie. La superficie de la commune est de 658 hectares. L'altitude du territoire, majoritairement agricole, est comprise entre 2 et 105 mètres. L'habitat est historiquement dispersé, les implantations récentes se regroupent à l'entrée septentrionale de la commune, près de la Croix Kerpin. La commune est traversée par la D 49 Dives-sur-Mer/Dozulé.

### Lieux-dits et écarts
On retrouve plusieurs lieux-dits et écarts à Brucourt : le Château (ancien lieu d'un château seigneurial du XVIIe siècle et d'une chapelle Saint-Hermès datant de 1632) et la Ferme du Marais, la Hogue, la Croix Cornière et le Bourg, le Quesnay, la Bouverie, Colleville, le Lieu Lesny, le Bac de Varaville, le Lieu Belaitre, la Croix Kerpin, la Perrelle, le Lieu du Haut, le Lieu des Brocs, les Bas Chênes, les Bruyères, la Cour et le Lieu Tardif.
L'église et le monastère de l'Annonciade sont érigés sur la colline Saint-Laurent.

### Topographie

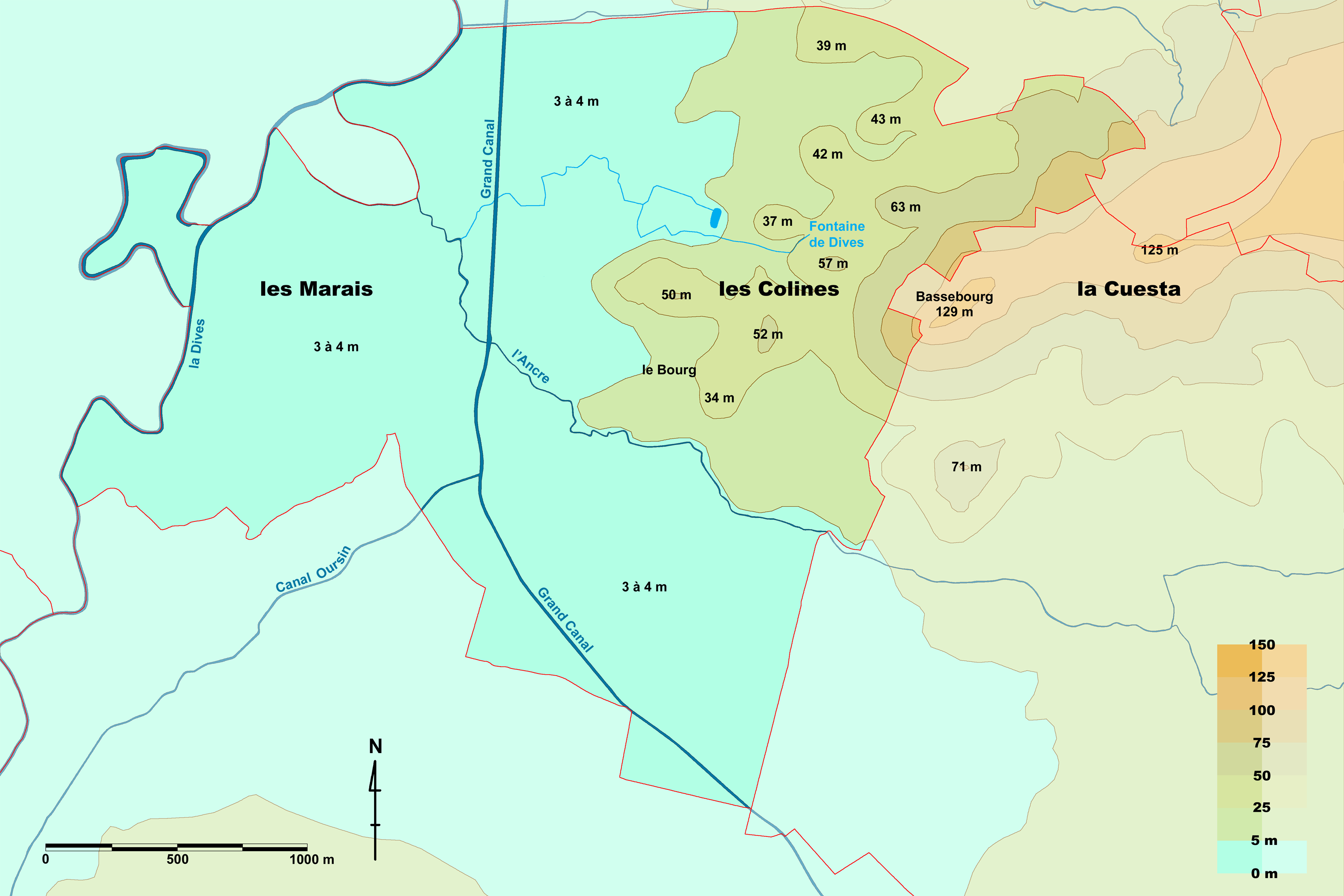
Plan topographique et hydrologique de Brucourt. En bleu : les marais de la Dives - en ocre-vert : la cuesta de la Dives et ses collines témoins.

Brucourt, établie au pied de la cuesta de la Dives, est dominée par la colline de Bassebourg (Basbourg), un des lieux les plus élevés du plateau formant le pays d'Auge (altitude 129 mètres).
La vallée de la Dives est une vallée de déblaiement de formation glaciaire quaternaire. Ce déblaiement a attaqué la « pile d'assiettes » marno-calcaire que forme la superposition des étages géologiques du bassin anglo-parisien, composée d'une grande partie des étages du Jurassique inférieur (Lias), moyen (Dogger) et supérieur (Malm) et, de manière incomplète, du Crétacé inférieur et supérieur. Ce déblaiement a créé une cuesta qui sépare la vallée de ce qui est aujourd'hui le pays d'Auge, en laissant çà et là des buttes-témoin qui culminent entre 50 et 60 mètres. Au pied de la colline de Bassebourg, six de ces buttes sont situées sur la commune de Brucourt dont celle de Saint-Laurent (48 mètres).
Pendant les dernières glaciations quaternaires, la Dives surcreuse son cours et la remontée du niveau de la mer durant la période post-glaciaire aboutit à l'envahissement de son estuaire, le réunissant à celui de l'Orne à l'abri d'une île dunaire. La mer remonte alors à une dizaine de kilomètres en amont de Troarn, aujourd'hui à plus de vingt kilomètres de la mer en suivant le cours actuel de la Dives. L'Orne et la Dives charrient suffisamment de sédiments pour combler progressivement l'amont de leurs estuaires de tourbe et d'alluvions et la mer apporte des vases marines en aval formant ensemble une zone marécageuse. Encore au début du XIe siècle, l'estuaire est si vaste que Guillaume le Conquérant y regroupe sa flotte estimée à environ 600 navires et plus de 7 000 hommes avant d'envahir l'Angleterre. Brucourt est encore en bord de mer pendant le premier millénaire. Aujourd'hui, le village se retrouve à cinq kilomètres de la Côte Fleurie.

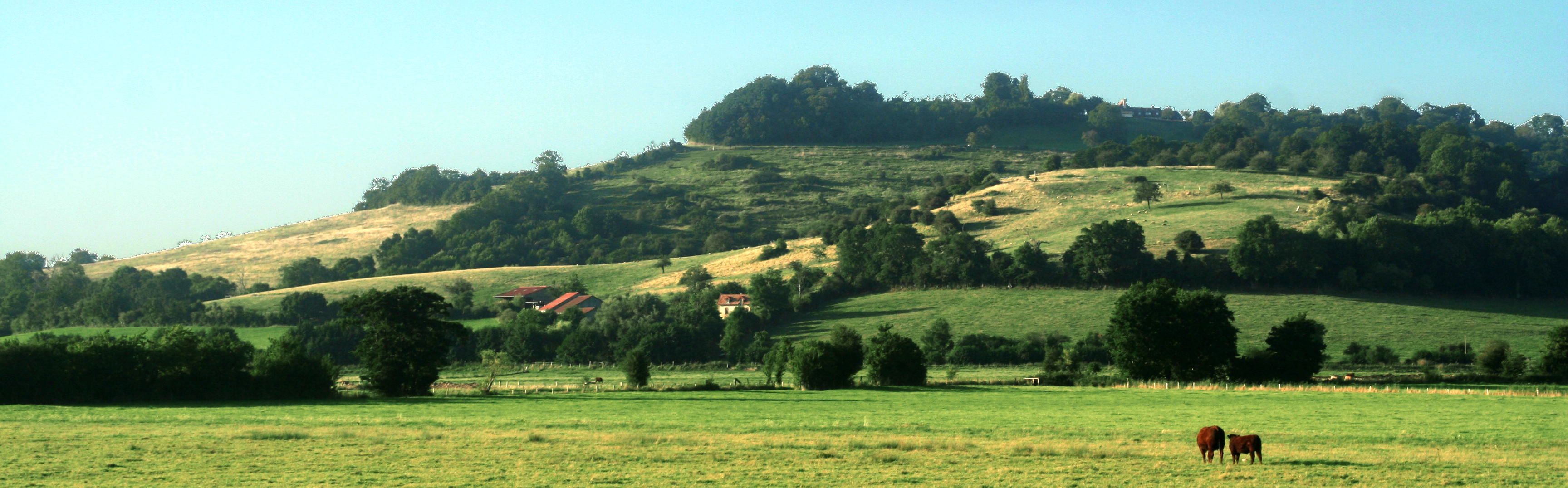
Vue du sud de la commune au pied de la colline de Bassebourg, le 22 novembre 2008.

Cette histoire géologique a créé deux territoires bien distincts sur la superficie de la commune : globalement à l'ouest de la route Dozulé - Dives-sur-Mer, les marais, aujourd'hui bien drainés, aux parcelles séparées par des canaux de drainage, et à l'est, les pâturages, aux parcelles séparées par des haies montant à l'assaut de la cuesta, coiffée à l'origine d'une forêt dont il reste encore quelques témoins sous forme de bois sur les hauteurs.
La route entre Brucourt et Varaville, dont le rehaussement coupe en ligne droite les marais, est la trace de la voie romaine qui relie Aregenua (Vieux-la-Romaine) à Noviomagus Lexoviorum (Lisieux), en passant par le lieu-dit le « Bac de Varaville ».

### Hydrographie
La commune est située dans le bassin Seine-Normandie. Elle est drainée par la Dives, le Grand Canal, l'Ancre, le canal Oursin, l"Étang de la Vieille Rivière, le canal 01 du Bac de Varaville et un bras de l'Ancre,,.

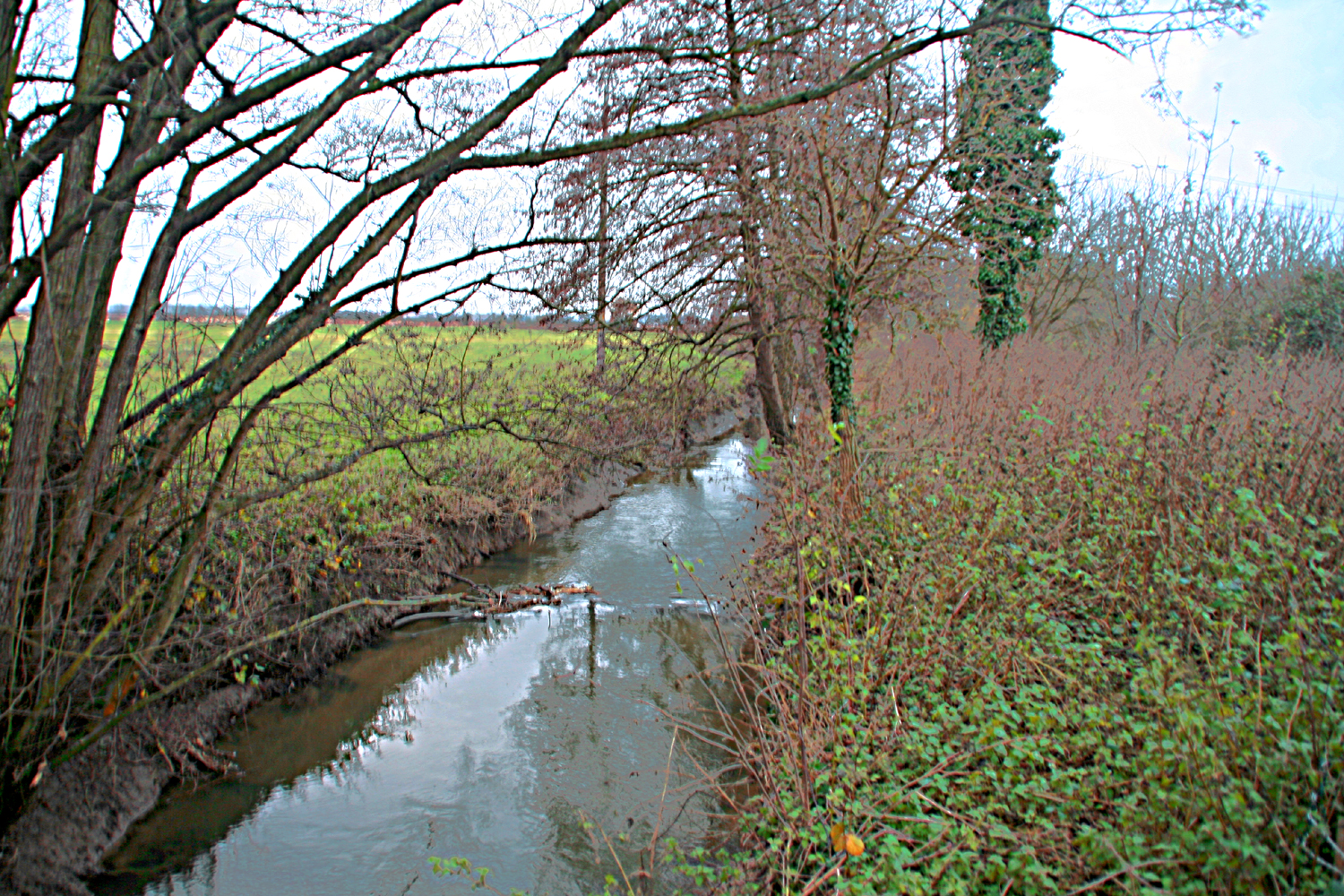
La rivière l'Ancre.

La commune de Brucourt est traversée du sud-est au nord-ouest par l'Ancre, tributaire de la Dives, fleuve côtier. Le Grand Canal passe pratiquement à égale distance entre la Dives et le pied de la cuesta. Il reçoit sur sa rive gauche le canal Oursin au sud de la commune. Ces deux canaux permettent l'assèchement des marais de la Dives et l'évacuation des eaux de drainage. Le canal Oursin porte le nom d'un investisseur privé associé à l'ingénieur Macquart en 1711.
C'est lors des premiers siècles du début du deuxième millénaire que les moines de l'abbaye de Troarn aménagent ces marais en créant des canaux de drainage. La Dives étant soumise sur plus de 10 kilomètres au régime des marées, il faut évacuer de gros volumes d'eau uniquement pendant les marées basses. Les grandes marées inondent régulièrement les marais qui, suivant l'expression locale, « blanchissent ». Il faut alors réguler les mouvements d'eau et les moines font creuser le Grand Canal qui va se jeter dans le port de Dives-sur-Mer par l'intermédiaire de vannes de marée. Pour permettre à l'Ancre de continuer à se jeter dans la Dives, le Grand Canal coupe le cours de la rivière en passant sous l'Ancre au moyen d'un siphon.
Proche de l'église des XIIIe – XVIIIe siècles, sourd une source d'eau ferrugineuse, la Fontaine de l'Étoile, qui attisa bien des convoitises au XIXe siècle mais dont l'eau est aujourd'hui rejetée au caniveau.

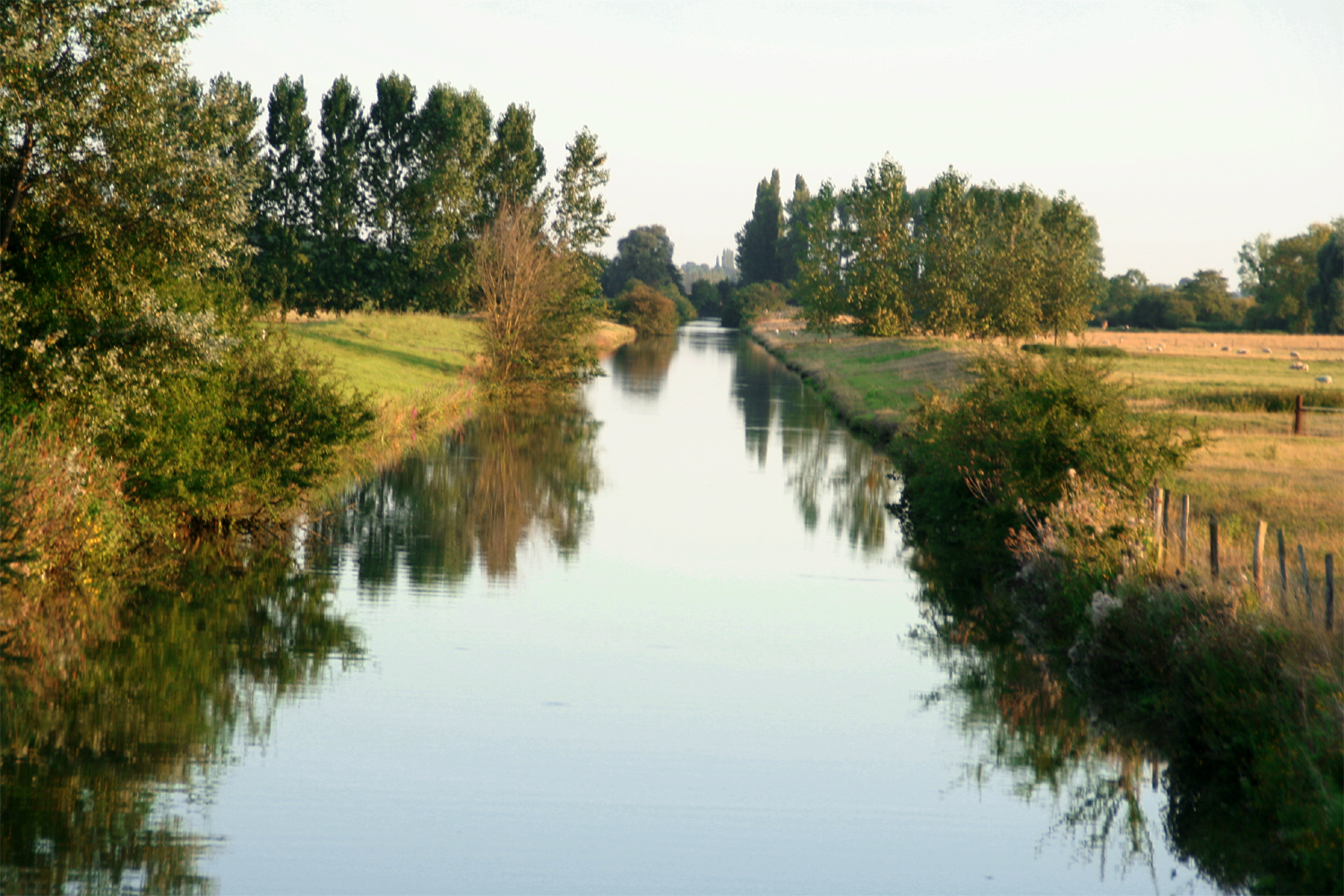
Le Grand Canal.
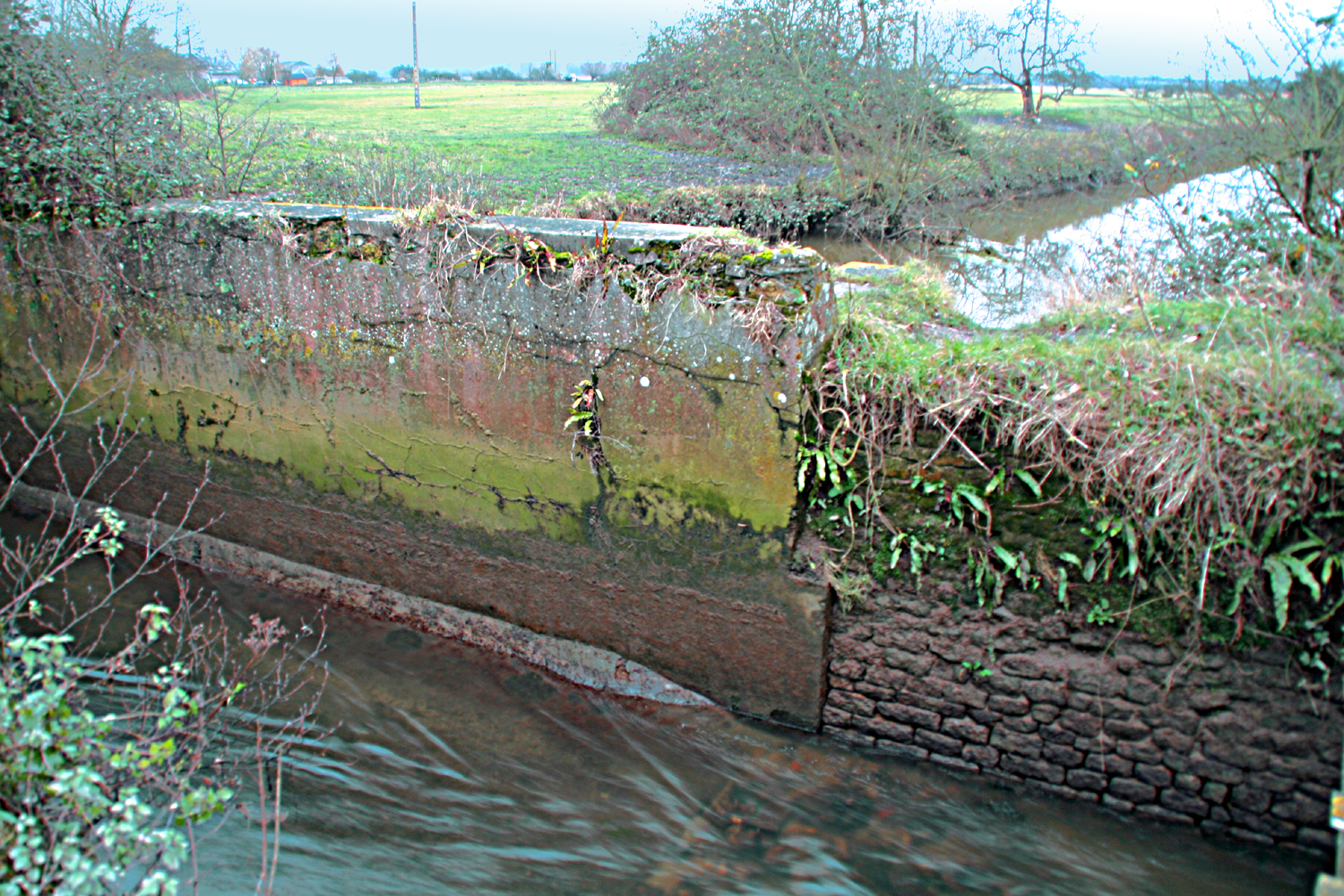
Le siphon sous la rivière l'Ancre.

La Dives, d'une longueur de 105 km, prend sa source dans la commune de Gouffern en Auge et se jette  dans la baie de Seine en limite de Cabourg et de Dives-sur-Mer, après avoir traversé 34 communes. 
Le Grand Canal, un canal, chenal et un cours d'eau naturel non navigable d'une longueur de 15 km, prend sa source dans la commune de Hotot-en-Auge et se jette  dans la Dives à Périers-en-Auge, après avoir traversé six communes. 
L'Ancre, d'une longueur de 17 km, prend sa source dans la commune d'Annebault et se jette  dans la Dives à Varaville, après avoir traversé neuf communes. Les caractéristiques hydrologiques de l'Ancre sont données par la station hydrologique située sur la commune de Cricqueville-en-Auge. Le débit moyen mensuel est de 0,462 m3/s. Le débit moyen journalier maximum est de 10 m3/s, atteint lors de la crue du 30 avril 2018. Le débit instantané maximal est quant à lui de 13,3 m3/s, atteint le même jour.
Le canal Oursin, un canal, chenal et un cours d'eau naturel non navigable d'une longueur de 17 km, prend sa source dans la commune d'Émiéville et se jette  dans le Grand Canal sur la commune, après avoir traversé sept communes. 

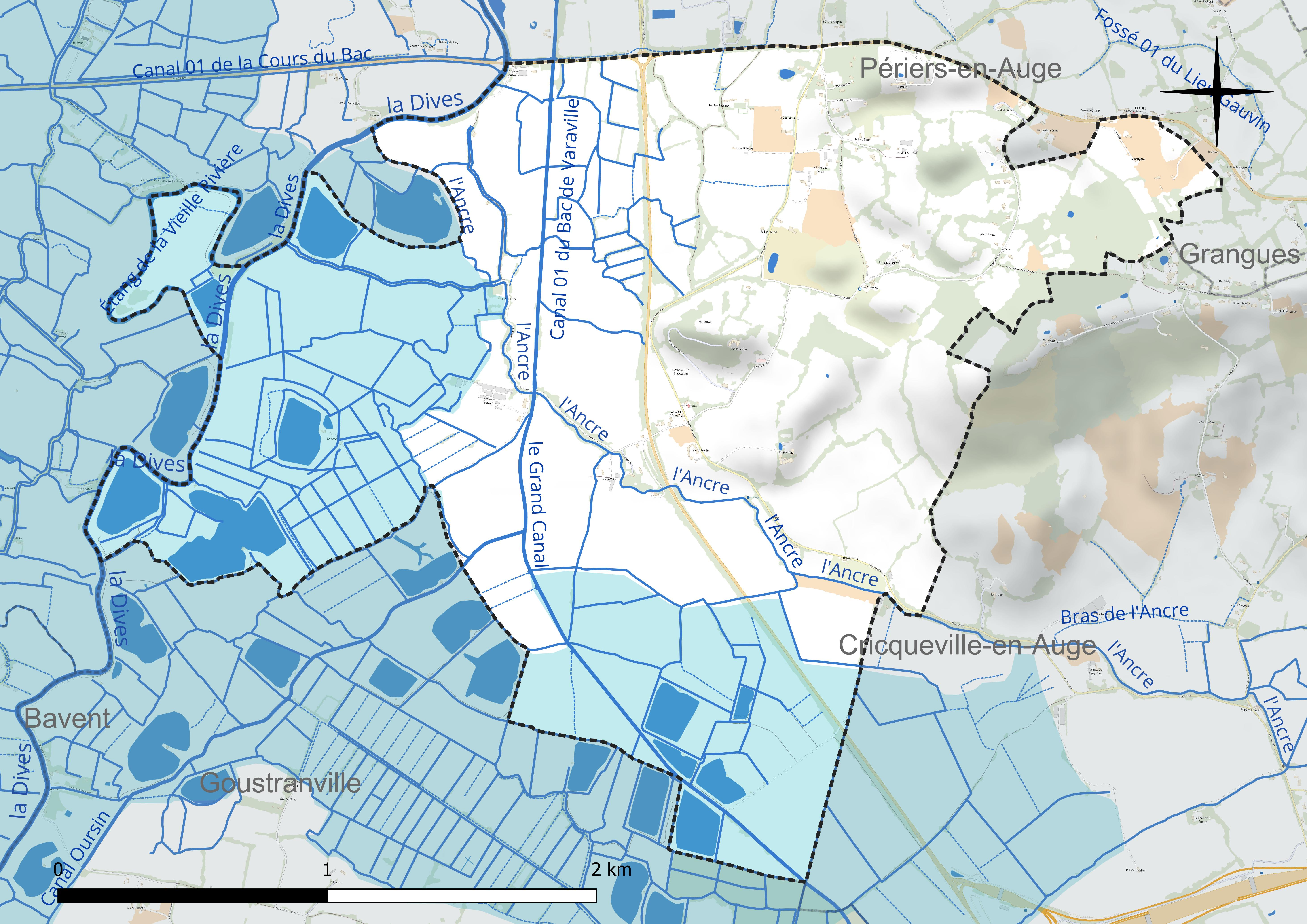
Réseau hydrographique de Brucourt.

### Climat
Pour des articles plus généraux, voir Climat de la Normandie et Climat du Calvados.
En 2010, le climat de la commune est de type climat océanique altéré, selon une étude du CNRS s'appuyant sur une série de données couvrant la période 1971-2000. En 2020, Météo-France publie une typologie des climats de la France métropolitaine dans laquelle la commune est exposée à un climat océanique et est dans la région climatique Normandie (Cotentin, Orne), caractérisée par une pluviométrie relativement élevée (850 mm/a) et un été frais (15,5 °C) et venté.
Pour la période 1971-2000, la température annuelle moyenne est de 10,7 °C, avec une amplitude thermique annuelle de 12,1 °C. Le cumul annuel moyen de précipitations est de 693 mm, avec 12 jours de précipitations en janvier et 7,6 jours en juillet. Pour la période 1991-2020, la température moyenne annuelle observée sur la station météorologique la plus proche, située sur la commune de Sallenelles à 10 km à vol d'oiseau, est de 11,8 °C et le cumul annuel moyen de précipitations est de 735,8 mm,. Pour l'avenir, les paramètres climatiques de la commune estimés pour 2050 selon différents scénarios d'émission de gaz à effet de serre sont consultables sur un site dédié publié par Météo-France en novembre 2022.

### Écologie

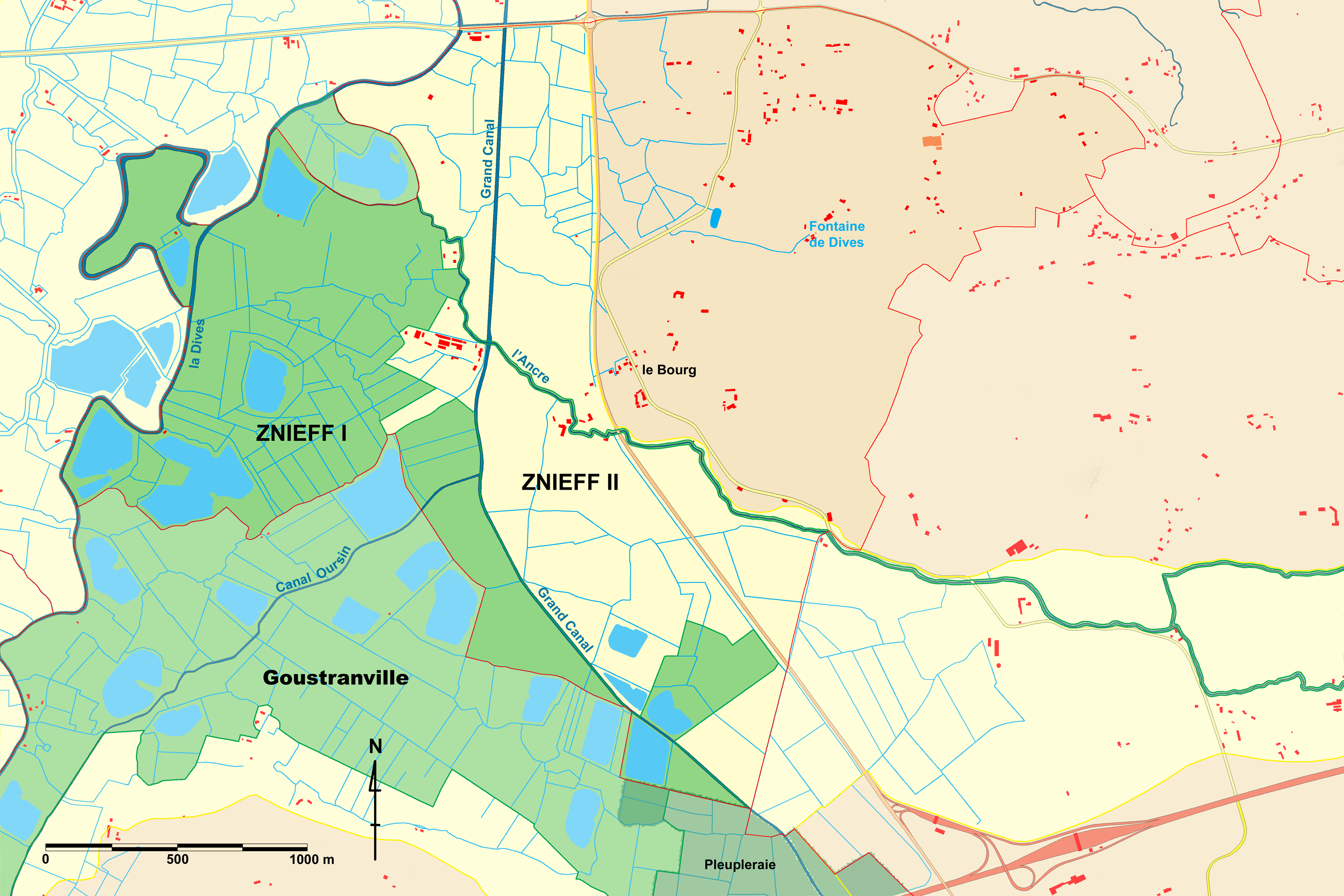
Plan des deux zones écologiques de Brucourt. En vert : la ZNIEEF I - en jaune : la ZNIEFF II - en ocre : territoire non classé).

Sur la commune de Brucourt, deux zones naturelles d'intérêt écologique, faunistique et floristique (ZNIEFF) sont inscrites à l'inventaire de la biodiversité et du patrimoine naturel.
Les marais de la Dives à l'ouest de la route départementale D 400 et au sud du cours de la rivière l'Ancre sont classés en ZNIEFF II,. Une ZNIEFF II est un grand ensemble naturel riche, ou peu modifié, qui offre des potentialités biologiques importantes.
La ZNIEFF II comprend une ZNIEFF I qui correspond aux marais à l'ouest du grand canal, ainsi qu'au cours de la rivière l'Ancre,. Une ZNIEFF de type I est de superficie réduite. Il s'agit d'un espace homogène d'un point de vue écologique et qui abrite au moins une espèce et/ou un habitat rares ou menacés, d'intérêt aussi bien local que régional, national ou communautaire ; ou c'est un espace d'un grand intérêt fonctionnel pour l'activité écologique locale.

### Écosystèmes

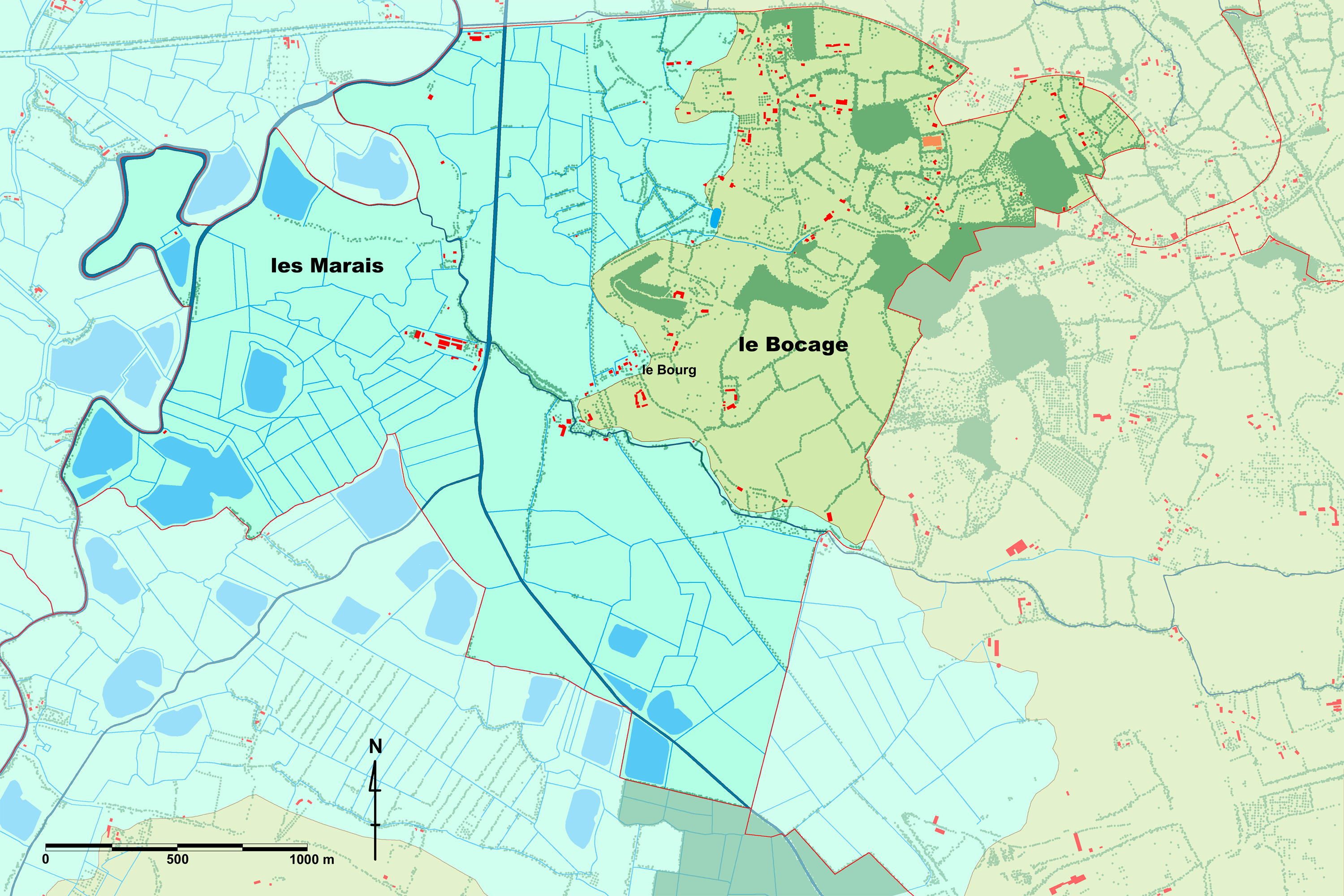
Plan des deux biotopes de Brucourt (en bleu : les canaux de drainage et les gabions - en vert : les haies bocagères et les bois)

Le territoire de la commune de Brucourt comprend deux biotopes spécifiques partagés par la courbe de niveau des cinq mètres : au-dessus, le bocage, et en dessous, les marais.

#### Bocage

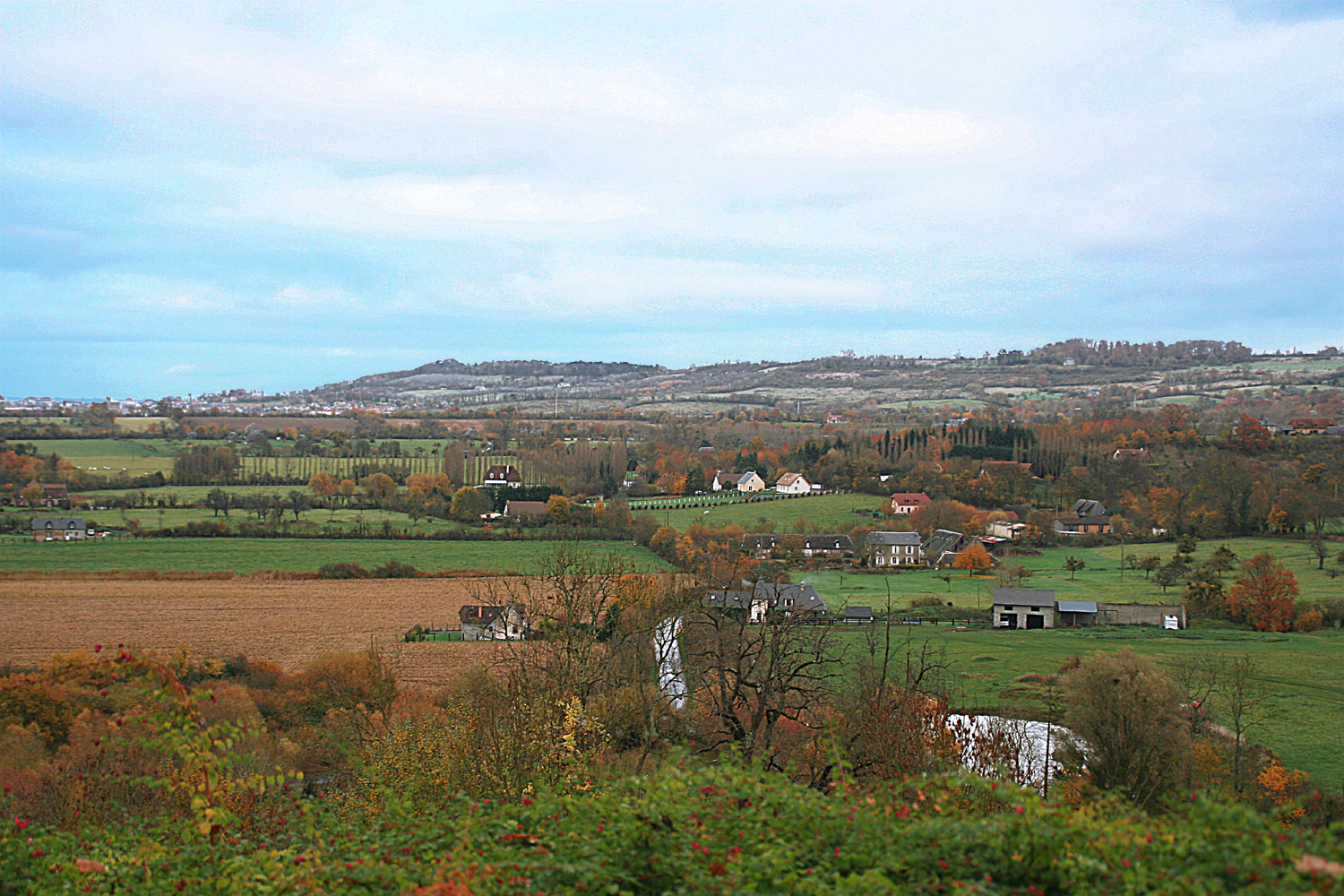
Le bocage de Brucourt vu de la colline Saint-Laurent.

Le bocage, qui couvre les trois cinquièmes de la Normandie historique, est composé de réseaux imbriqués de prairies, de fossés et de talus plantés, de haies qui composent un premier biotope hébergeant une biocénose spécifique.
Les « grands fonds argileux » ont grandement contribué à la réputation de richesse de l'agriculture normande. Drainés par des fossés profonds, protégés par des levées de terre colonisées par des haies vives, l'humidité du climat confère au bocage normand « d'exceptionnelles qualités pour porter de riches prairies naturelles de ray-grass et de trèfle blanc, particulièrement remarquables pour l'élevage des vaches laitières et surtout pour l'embouche et pour l'élevage du cheval ».
Les parcelles, de formes irrégulières, étaient, jusqu'à l'après-guerre, complantées à 50 % de pommiers de haute tige. Bordées d'arbres constituant des frondaisons hautes et épaisses, ils[Qui ?] forment des voûtes au-dessus des chemins creux. L'habitat est doublement dispersé : fermes éparses dans le bocage, formées de bâtiments dispersés dans des cours ouvertes. Des études de P. Brunet et M.-C. Dionnet démontrent que le bocage du pays d'Auge était différent au début du XIXe siècle avec les vastes parcelles de grandes propriétés sur les plateaux et les plus petites parcelles de hameaux familiaux sur les versants moins riches. L'évolution contemporaine résulte « de la concentration des « petites terres » et de la division des plus grands ensembles fonciers ». L'évolution récente achève la mue du bocage augeron en lieu de villégiature.

#### Marais

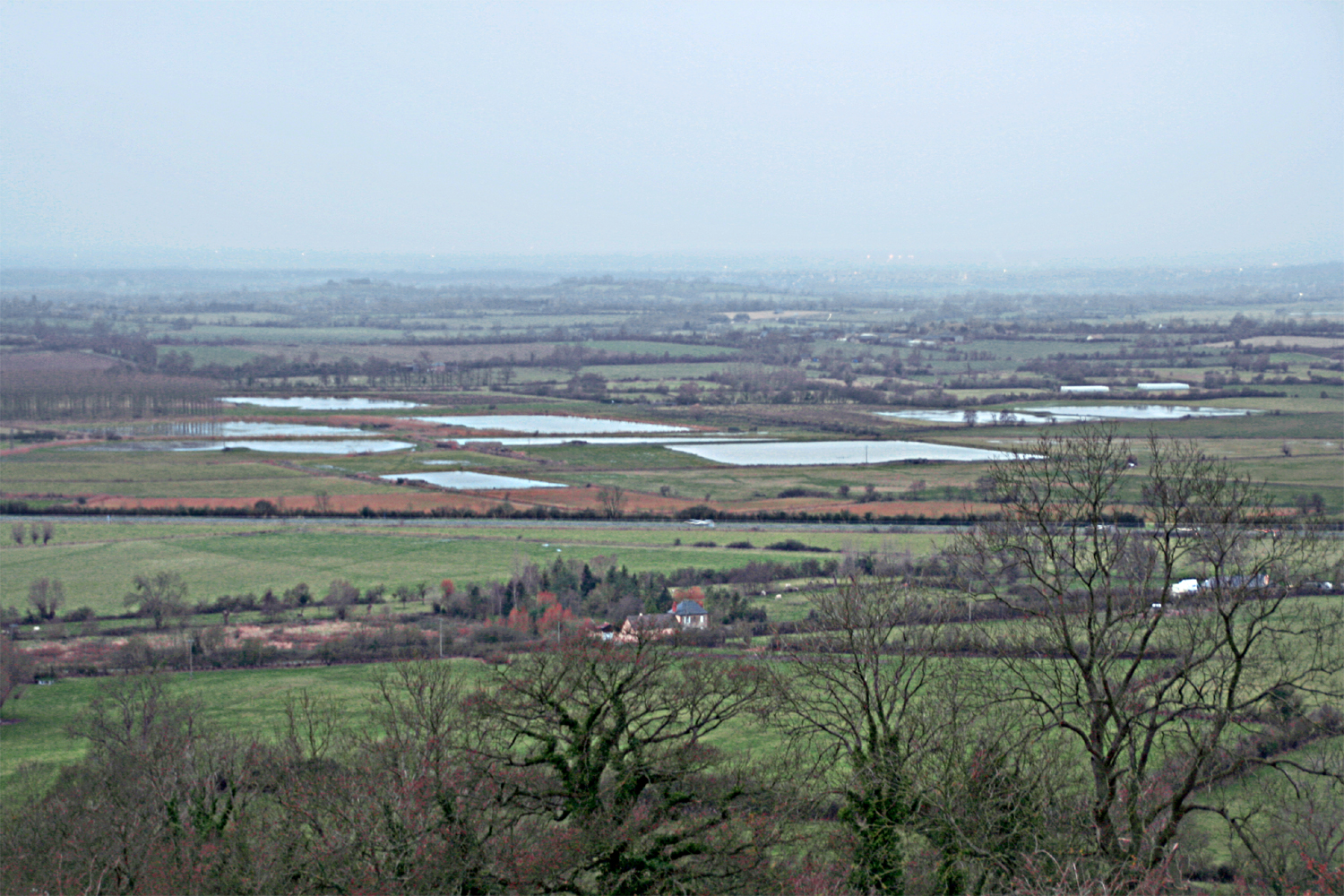
Les marais de Brucourt vus de la colline de Bassebourg.

Les marais de la Dives ont une superficie totale de 12 500 hectares dont environ 400 sur la commune de Brucourt. Ces marais occupent une vaste étendue pratiquement au niveau de la mer entre la haute vallée de la Dives et un cordon sableux qui ferme l'espace entre l'estuaire de l'Orne et celui de la Dives.
D'abord marais de Corbon, la basse vallée de la Dives est une vaste étendue où seules quelques « îles », comme le Robehomme, ainsi que des « chaussées », comme celle de Varaville, émergent au-dessus d'une surface aquatique vouée aux canards. Ces marais, où la forêt ne peut pousser et qui ne peuvent être labourés, sont détenus par de grands propriétaires, seigneurs ou monastères, qui les utilisent pour la chasse et la pêche. À partir du XIXe siècle, des syndicats intercommunaux de drainage entreprennent son assainissement. C'est alors la transformation en grandes parcelles sans haie, limitées par des rangs de saules et des fossés de drainage, destinées dans les fonds sains de trèfle blanc à l'élevage malgré une submersion hivernale de la Dives.
C'est la durée d'inondation qui est le facteur déterminant de la composition floristique. Les marais de la Dives sont composés, entre canaux de drainage, de prairies mésohygrophiles reposant sur des alluvions modernes argilo-calcaires drainées naturellement. Les marais « blanchissent », ce qui signifie qu'ils sont inondés, en fin d'hiver ou au début du printemps, mais pas nécessairement chaque année, du fait de l'éloignement relatif de la nappe phréatique.

### Voies de communication et transports

#### Réseau routier

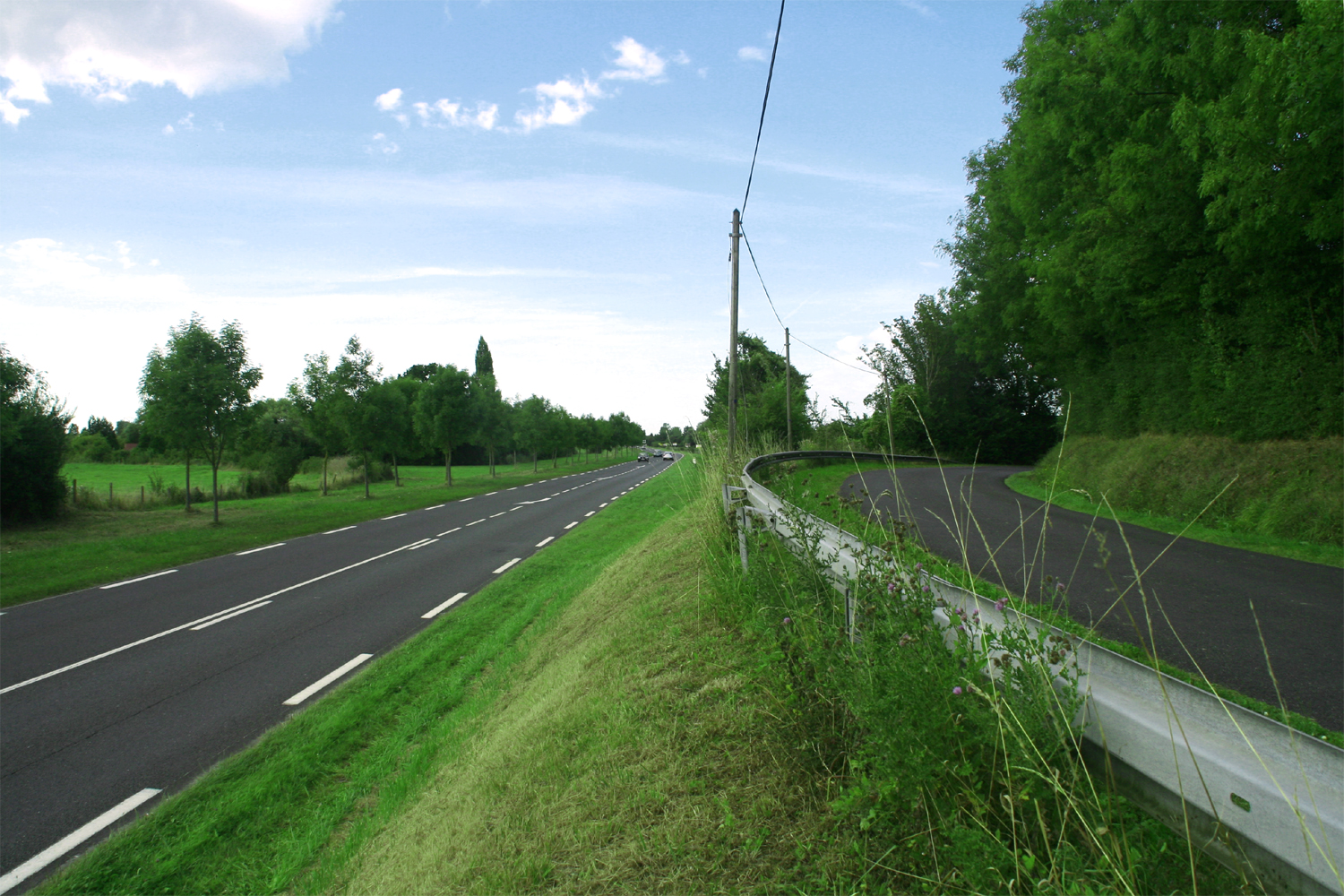
La départementale 400 à hauteur de la départementale 49.

Historiquement, Brucourt s'est constitué autour de deux axes ; une route (aujourd'hui la départementale 49) allant de Dozulé au marché de Dives-sur-Mer et une route, aujourd'hui la départementale 27, héritière d'une voie romaine qui reliait Aregenua (Vieux-la-Romaine) à Noviomagus Lexoviorum (Lisieux).
Les chemins de l'église, du marais, de la source et de la fontaine sont sur le tracé d'anciens « chemins creux ». Les parcelles du marais et celles du bocage sont irriguées de chemins d'exploitation empierrés utilisés par les exploitants agricoles, les pêcheurs, les chasseurs et les randonneurs.
La dernière barrière de péage avant Caen de l'autoroute de l'Ouest A13 se situe à Dozulé pour permettre l'accès aux stations balnéaires de la Côte Fleurie.
La départementale 400, une large route à deux voies, coupe la commune parallèlement au Grand Canal,.

#### Transports interurbains et scolaires

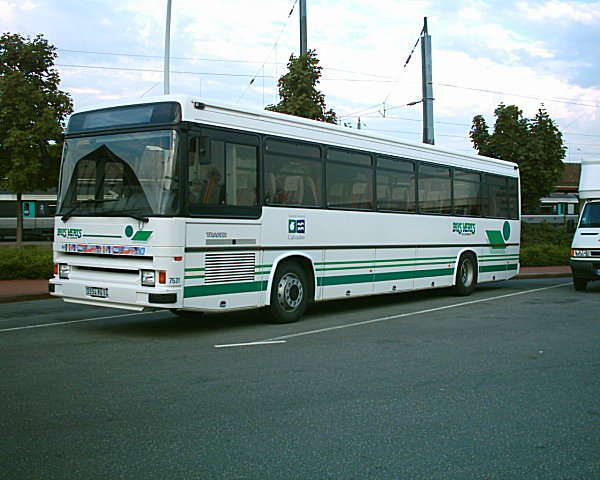
Bus Verts du Calvados.

Les « Bus verts du Calvados » constituent le réseau interurbain du Calvados. Pour permettre le déplacement de tous les habitants du Calvados dans de bonnes conditions de transport, le conseil général a confié aux « Bus Verts » la mise en place d'un « service Taxibus » qui, à partir de 497 communes du département, dont Brucourt, permet d'atteindre 27 villes-correspondances du réseau.
En revanche, il existe des lignes gérées par la COPADOZ et confiées à la société de transport Veolia, assurant les déplacements scolaires sur l'ensemble des 19 communes de la communauté de communes. La ligne H permet à tous les jeunes Brucourtois de pouvoir suivre les cours à l'école primaire et au collège de Dozulé.

#### Ancienne voie ferrée

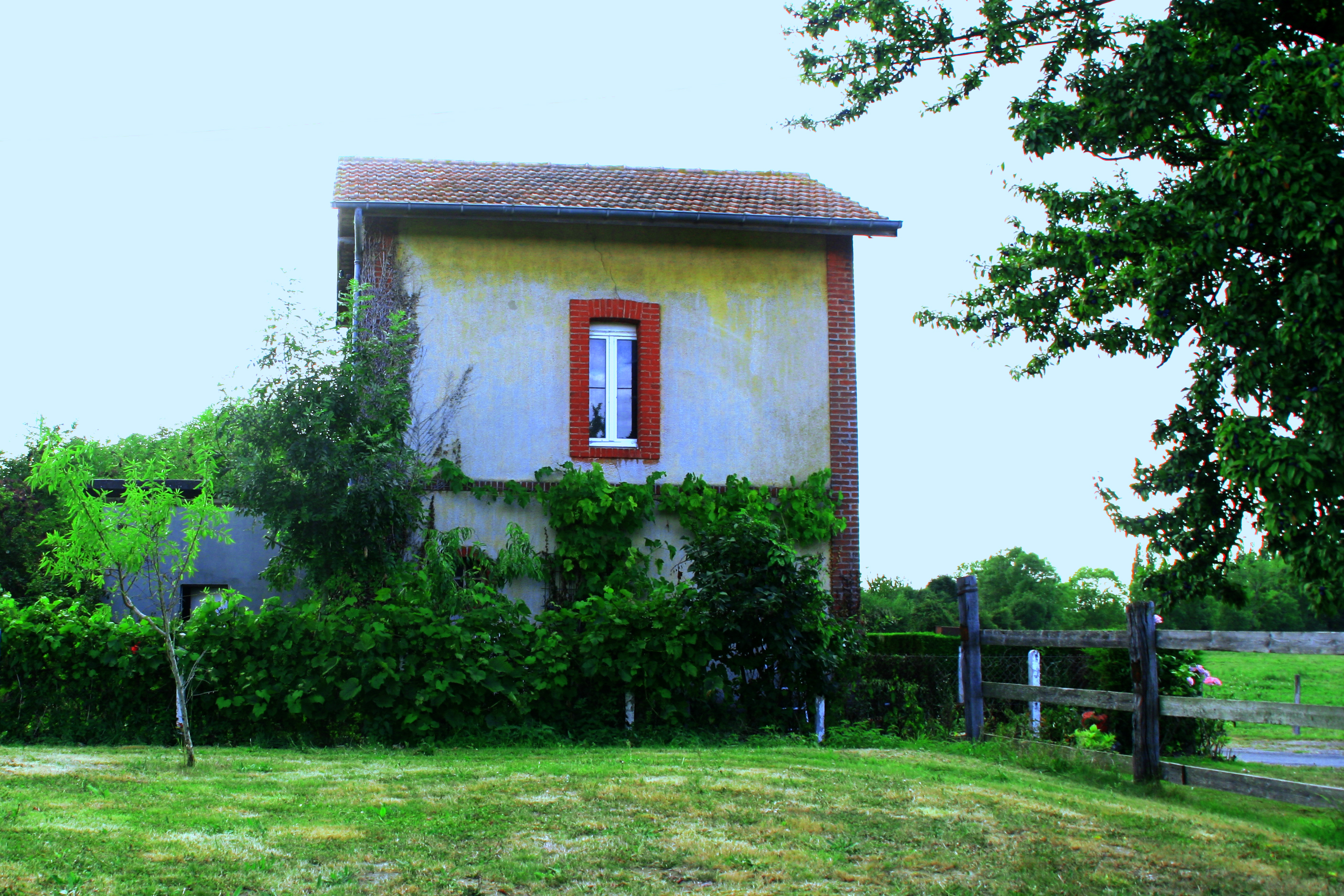
L'ancienne halte de Brucourt sur l'ancienne ligne de chemin de fer.

La Compagnie du chemin de fer de Mézidon à Dives, reçoit, en mars 1870, la concession de la ligne Mézidon/Dives-sur-Mer, mais ce n'est qu'à partir de 1879 que la ligne est ouverte après de nombreux problèmes financiers,. Une halte est établie entre le bourg et le lieu-dit le Château, mettant ainsi Brucourt à quelques dizaines de minutes de Dives.
La ligne est fermée au trafic voyageur quand la Compagnie des chemins de fer de l'État est incorporée à la Société nationale des chemins de fer français, le 1er mars 1938, puis au trafic de marchandise, le 3 novembre 1969.

#### Transport fluvial et maritime
La Dives est un fleuve navigable et sa voie d'eau a été longtemps utilisée pour le transport de marchandise entre l'arrière-pays et le port ou le marché de Dives-sur-Mer, mais, en 1805, le fleuve n'est plus navigable. En 1816, un projet qui ne verra jamais jour voulait canaliser la Dives de Saint-Pierre-sur-Dives à l'embouchure et même creuser un canal jusqu'à Pont-l'Évêque.
Le port de la Dives, dont l'emplacement s'est rapproché de la mer, de Brucourt à Dives-sur-Mer, au fur et à mesure de l'enlisement de l'estuaire, a servi jusqu'au XIXe siècle, au transport des marchandises vers Trouville-sur-Mer, Le Havre et Honfleur, et de là à Paris via Rouen.

## Urbanisme

### Typologie
Au 1er janvier 2024, Brucourt est catégorisée commune rurale à habitat très dispersé, selon la nouvelle grille communale de densité à 7 niveaux définie par l'Insee en 2022.
Elle est située hors unité urbaine. Par ailleurs la commune fait partie de l'aire d'attraction de Caen, dont elle est une commune de la couronne,. Cette aire, qui regroupe 296 communes, est catégorisée dans les aires de 200 000 à moins de 700 000 habitants,.

### Occupation des sols
L'occupation des sols de la commune, telle qu'elle ressort de la base de données européenne d'occupation biophysique des sols Corine Land Cover (CLC), est marquée par l'importance des territoires agricoles (90,8 % en 2018), en diminution par rapport à 1990 (95,3 %). La répartition détaillée en 2018 est la suivante : 
prairies (86,2 %), zones agricoles hétérogènes (4,6 %), eaux continentales (4,5 %), forêts (2,4 %), zones humides intérieures (2,2 %), milieux à végétation arbustive et/ou herbacée (0,1 %). L'évolution de l'occupation des sols de la commune et de ses infrastructures peut être observée sur les différentes représentations cartographiques du territoire : la carte de Cassini (XVIIIe siècle), la carte d'état-major (1820-1866) et les cartes ou photos aériennes de l'IGN pour la période actuelle (1950 à aujourd'hui).

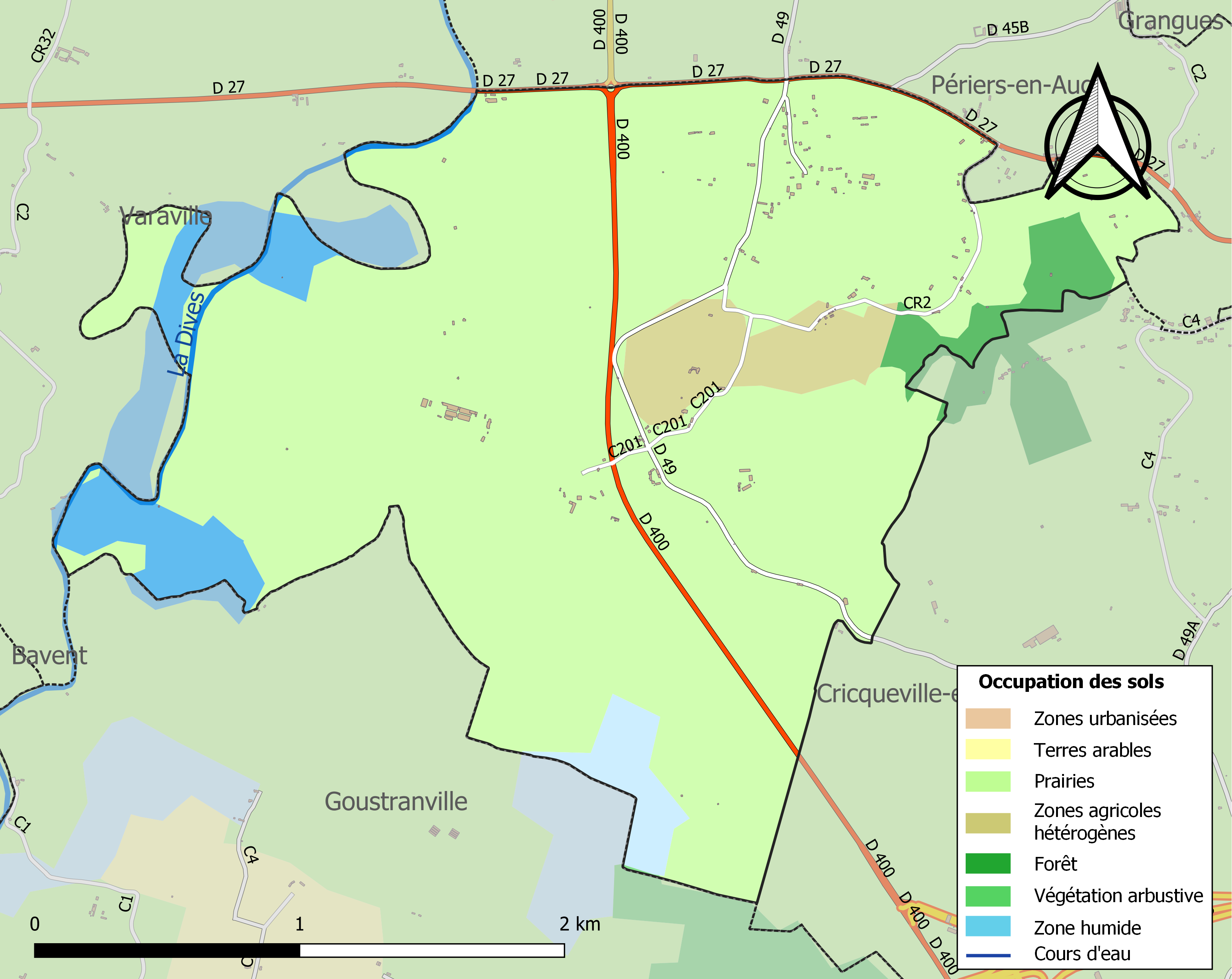
Carte des infrastructures et de l'occupation des sols de la commune en 2018 (CLC).

## Toponymie
Le nom de la localité est attesté sous les formes Bruticuria, Bruecort, Bruiecort en 1180, Bruncort en 1280, Bruecort, Bruelcort, Bruecuria, Brucuria et enfin Brucourt.
Il s'agit d'une formation toponymique médiévale en -court (anciennement -cort, -curt) « cour de ferme, ferme », traduction romane du terme germanique hof de même sens. Cet appellatif toponymique est caractéristique du nord de la France, mais rare en position postposée si loin à l'ouest de la Normandie, alors qu'il est en revanche fréquent dans le pays de Bray et le Vexin. Le terme français cour est lui aussi issu du l'ancien français cort, curt (d'où les dérivés tels courtois, etc.), mais comme le montrent par ailleurs les formes latinisées du toponyme Bruticuria, Bruecuria et Brucuria, il a été perçu tardivement comme procédant du latin classique curia, alors qu'il remonte en réalité au gallo-roman CŌRTE, au bas latin curtis « cour de ferme », termes issus du latin cohors, cohortis.
Le premier élément s'explique, selon Albert Dauzat, par le nom de personne germanique Brun-, qu'il croit retrouver dans Brucamps, etc. L'idée d'un nom de personne germanique est renforcée par le mode de composition général des toponymes en -court dans lequel ce dernier élément est presque toujours précédé d'un anthroponyme germanique. Cependant il est difficile d'admettre le nom de personne Brun-, car cette forme ancienne est isolée et est donc sans doute une cacographie.
René Lepelley propose de voir dans le premier élément, l'appellatif germanique bur « ferme », ou encore un nom de personne indéterminé. On retrouve cet appellatif romanisé dans le nom de deux communes du Calvados : Bures-sur-Dives (15 km) et Bures-les-Monts. Cette explication par bur est difficile à admettre car il faut au préalable supposer une métathèse de [r], puisqu'elle n'apparaît pas dans les formes anciennes, ensuite, la présence récurrente d'un e dans les formes anciennes est difficilement compatible phonétiquement avec cette hypothèse.

## Histoire

### Du temps du duché de Normandie

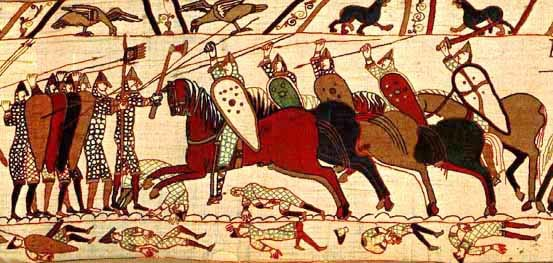
La conquête normande de l'Angleterre à travers la tapisserie de Bayeux.

Brucourt apparaît dans l'histoire alors que Henri Ier exécute une retraite après sa reconquête ratée de la Normandie en 1060. C'est du haut de la butte de Basbourg (Bassebourg) que le roi de France assiste impuissant à la mise en pièces de son armée au gué de Varaville par les troupes normandes de Guillaume le Bastard. Le fait est restitué un siècle plus tard par Wace dans son Roman de Rou,.
Au XIe siècle, les marais de la Dives n'existaient pas et son embouchure se confondait alors avec celle de l'Orne, dégageant ainsi un vaste espace d'eau libre protégé du large par une longue île de sable. C'est ici, sous Brucourt, face à Dives-sur-Mer, que le duc de Normandie Guillaume rassemble une immense flotte et toutes ses troupes en vue de la conquête de l'Angleterre. Il ne manque pas de quérir tous les seigneurs de la région, comme de tout son duché. Selon Pierre Bouet, il est probable que le sire de Brucourt devait être du nombre des conquérants qui accompagnent le duc Guillaume en Angleterre en 1066.
Trente ans plus tard, un fils du sieur de Brucourt accompagne Robert Courteheuse en Terre sainte lors de la première croisade en 1096. Eudes de Brucourt et Ferrand de Brucourt comparaissent au ban des chevaliers en 1272. Robert de Brucourt est évêque d'Évreux en 1340 et Philippe de Brucourt l'est aussi en 1368. La famille de Vipart succède aux premiers seigneurs, elle-même remplacée par celle de Bourgueville. Charles de Bourgueville, sieur de Bras, bailli de Caen, devient seigneur de Brucourt au début du XVIe siècle. C'est à son arrière-petite-fille, Isabelle de Brucourt, qu'Éléazar de Sarcilly, sieur de Chandeville, adresse l'une de ses pièces érotiques.

### Sous l'Ancien Régime et la Révolution

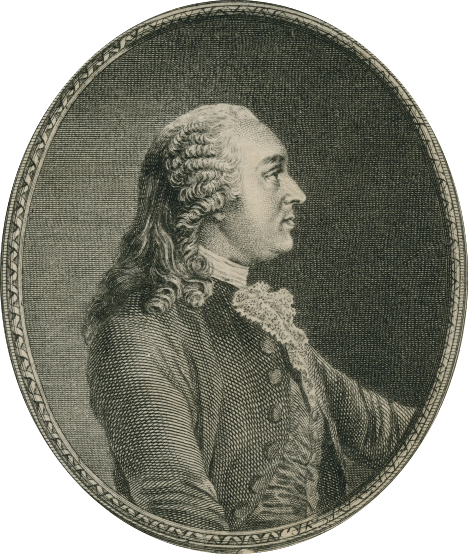
Turgot, dit abbé de Brucourt.

Au XVIIe siècle, la paroisse de Brucourt fait partie de l'évêché de Lisieux et du doyenné de Beaumont-en-Auge. Les registres paroissiaux sont ouverts le 23 juin 1694 lors de la nomination du nouveau curé de Brucourt, Gilles de Buats. Ils sont tenus jusqu'au 20 août 1791, lorsque le curé de Brucourt, Jacques Binet, meurt. Ils sont ensuite confiés aux maires des communes par la loi du 20 septembre 1792.
Au XVIIe siècle, Dominique Turgot (1629-1670) porte le titre de marquis de Sousmont et seigneur de Brucourt, titre qui passe à son fils unique Jacques Étienne, conseiller du roi, maître des requêtes, intendant de Metz (1670-1722) et à son petit-fils Michel Étienne, conseiller au Parlement de Paris, prévôt des marchands, conseiller d'État, membre de l'académie des Instituts (1690-1751). Michel-Étienne Turgot à trois fils, l'aîné, Michel Jacques (1719-1773) porte le titre de marquis de Sousmont, Étienne François (1721-1788), maître des requêtes, président à mortier, celui de (dernier) seigneur de Brucourt et le cadet Anne Robert Jacques (1727-1781) dit abbé de Brucourt, ministre de Louis XVI, celui de baron de l'Aulne.
Au XVIIIe siècle, Brucourt, comme la Normandie, profite du développement de la ville de Paris qui autorise le couchage en herbe des terres pour assurer l'engraissement des bovins, la production et la transformation du lait dont le camembert est emblématique. Suivant l'historien Lavalley, la Révolution française et ses suites n'ont pas laissé de traces notables, hormis les heurs et malheurs de tous les Français de ces époques.

### L'époque contemporaine
La vogue des bains de mer qui modifie la physionomie de la cote normande et le mode de vie de ses habitants n'atteint pas Brucourt. L'urbanisation qui voit la création des villes nouvelles de Cabourg à 5 kilomètres en 1853 et en 1858 de Houlgate à 6 km touche peu Brucourt hormis la construction du manoir Saint-Laurent par un industriel du nord et le placement de quelques jeunes fermières dans les villas de bord de mer et d'autres garçons vachers comme jardinier ou cocher.
La création d'une usine métallurgique par Eugène Secrétan à moins de 5 km à Dives-sur-Mer en 1893, la Société d'Électro-Métallurgie de Dives, pour exploiter le brevet Elmore, a une influence plus importante. En 1925, cette usine emploie environ 1 400 ouvriers, elle crée une nouvelle main-d'œuvre ouvrière en drainant vers elle une main-d'œuvre agricole. La fermeture progressive entre 1975 et 1986 de l'usine de Dives, devenue Tréfimétaux, provoque à Brucourt l'apparition de ses premiers chômeurs.

### La Seconde Guerre mondiale

#### L'Occupation

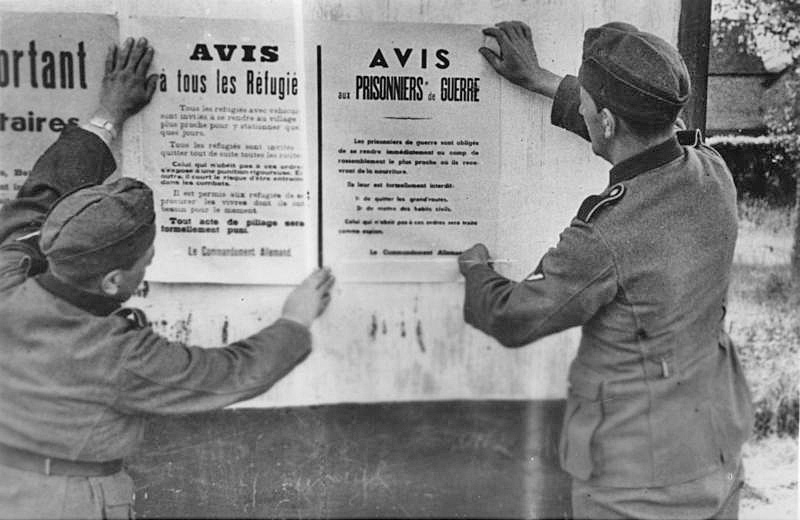
Avis à la population placardés lors de l'occupation allemande.

En 1940, les Normands suivent les combats de loin à la TSF. Ils voient arriver les premiers réfugiés, principalement des Parisiens ayant des attaches dans la région, en même temps qu'ils entendent le maréchal Pétain faire « don de sa personne à la France ». Les troupes allemandes, sur leur lancée, n'arrêtent leur avance que le 25. Ainsi, les Brucourtois constatent de visu les conséquences de l'effondrement de l'armée française. C'est le 20 juin, qu'arrivent par la côte depuis Villers-sur-Mer les Allemands qui prennent leurs quartiers à Houlgate, Dives-sur-Mer, Cabourg et Dozulé. Dès le 24, le couvre-feu est institué de 22 heures à 4 heures du matin, c'est le début de quatre années d'occupation avec la réquisition du manoir Saint-Laurent et des restrictions pour toute la population.
En ce début de 1944, les Brucourtois, comme bien d'autres, comprennent que les choses sont susceptibles de changement, les survols de reconnaissance et de bombardement par les Alliés, la mise en défense de la côte et l'inondation des marais par les Allemands, la mobilisation de la Résistance, sont des indicateurs qui ne trompent pas. Si les survols sont plus importants dans cette nuit du 5 au 6 juin, c'est principalement les bruits de canonnade en direction de Caen qui confirment rapidement le débarquement. C'est également la découverte, au matin, d'un planeur avec les corps de six militaires anglais (enterrés dans le cimetière communal) égaré à 13 km de son objectif. C'est bien le débarquement qui laisse présager d'une prochaine libération.

#### La Libération
La stratégie de Montgomery va laisser la Côte Fleurie, le pays d'Auge et Brucourt à 10 kilomètres des combats de libération. Le bourg est vidé de ses habitants par les Allemands, lors de l'évacuation de Cabourg. Ils doivent évacuer vers Dozulé entre le 11 et 24 juillet. Il faut attendre le 17 août pour que la libération de la Côte Fleurie soit lancée avec l'opération Paddle.

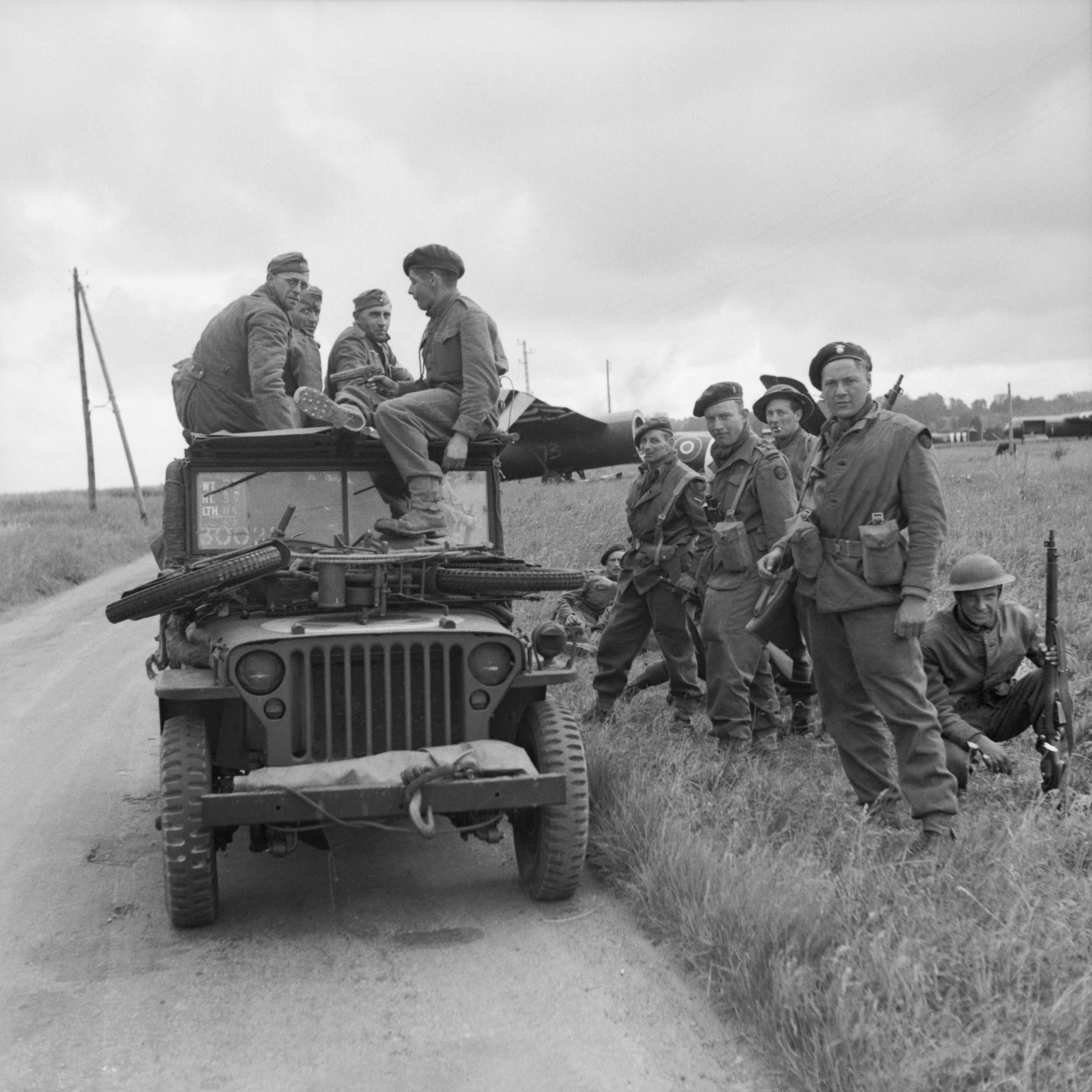
Les commandos du Special Service Brigade peu après leur largage à Ranville à quelques kilomètres de Brucourt.

Ce sont les troupes aéroportées du 6e Airborne major-general (général de division) Richard Gale avec les commandos britanniques des 1st et 4th Special Service Brigade, comprenant les « bérets verts » du capitaine Kieffer (les seuls Français ayant participé aux premières vagues du débarquement), appuyées des brigades belges du brigadier (général de brigade) Jean-Baptiste Piron et néerlandaise Princesse Irène sous les ordres du lieutenant-colonel Ruyter van Stevenick, qui se mettent en mouvement après être restées deux mois enterrées dans leurs fox-holes (cagnas). Le 19 août, par grand beau temps, les quatre commandos (environ 1 500 hommes) de la 1st Special Service Brigade du brigadier Derek Mills-Roberts, un vétéran du débarquement de Dieppe, après avoir traversé les marais inondés, sont face au grand canal de la Dives, au pied de la cuesta du fleuve.
Mills-Roberts a pour objectif de conquérir, par infiltration de nuit, la cote 130, les hauteurs de Bassebourg au-dessus de Brucourt. Les forces allemandes de la 346e division d'infanterie tiennent tout le flanc de la colline sur lequel elles sont étagées, mais les Anglais ont souvent constaté qu'à la nuit les défenseurs allemands font retraite sur les hauteurs en se regroupant sur les routes et chemins permettant le ravitaillement. Mills-Roberts a choisi de contourner les hauteurs par le sud-est en direction de l'abbaye de Royal Pré et du manoir d'Angoville. Des sections d'éclaireurs montent la pente depuis la ligne de chemin de fer en déroulant sur le sol un ruban blanc qui permet aux commandos, qui se suivent à se toucher, de ne pas se perdre. Finalement, dans le silence le plus complet, en faisant quelques prisonniers au passage, les commandos gagnent leurs objectifs, par les côtes et par les crêtes, avant la fin de la nuit. Toute la matinée du 20, par un temps pluvieux, les commandos, faisant face à quatre contre-attaques, sécurisent tout le terrain conquis et découvrent quelques parachutistes qui se cachaient au milieu des Allemands avec l'aide des habitants des fermes éparses, et cela depuis la nuit du 6 juin. Le fait d'armes est inscrit au livre de marche du 1er corps d'armée britannique du lieutenant-général (général de corps d'armée) John Crocker.

## Politique et administration

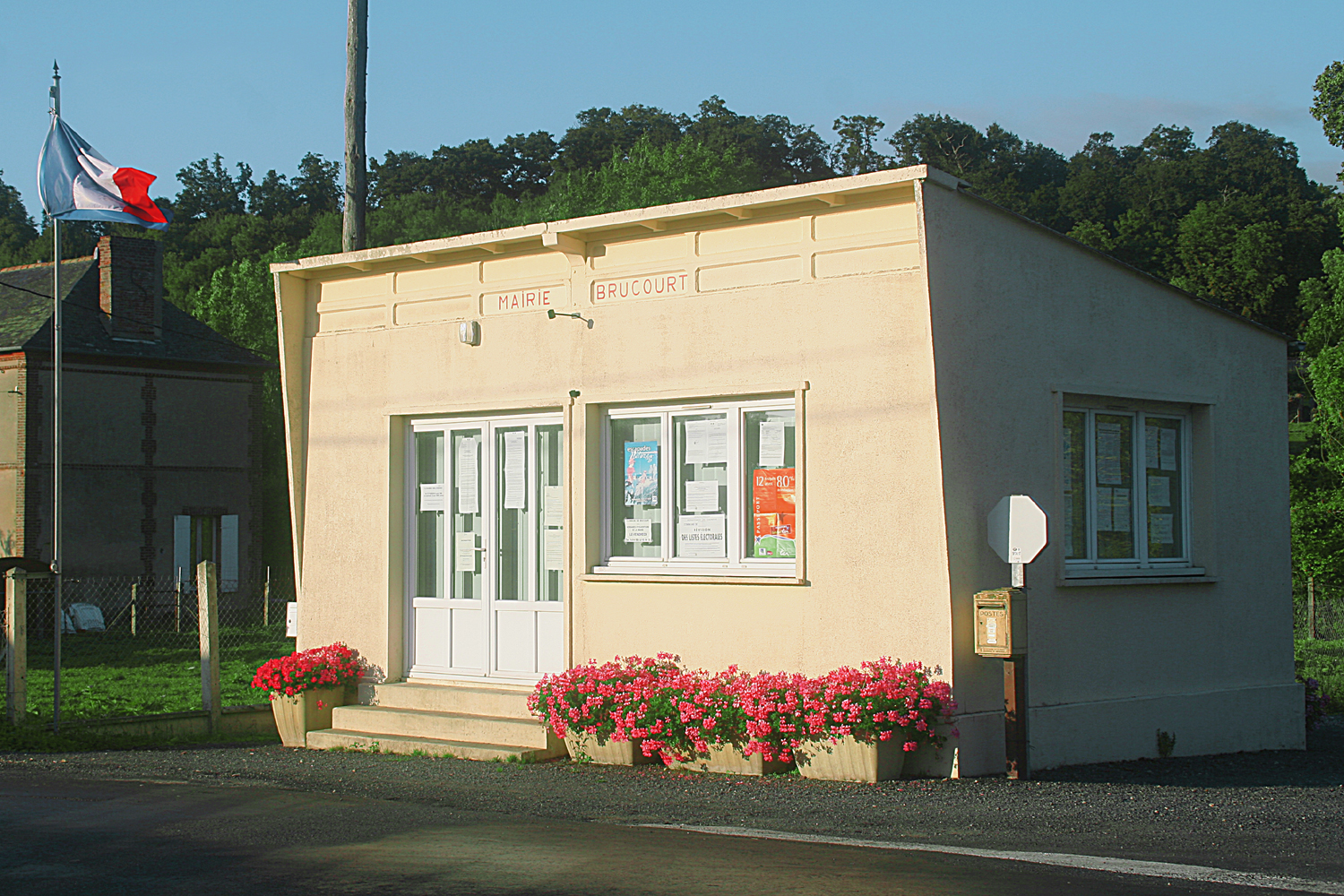
La mairie de Brucourt jusqu'en 2009.

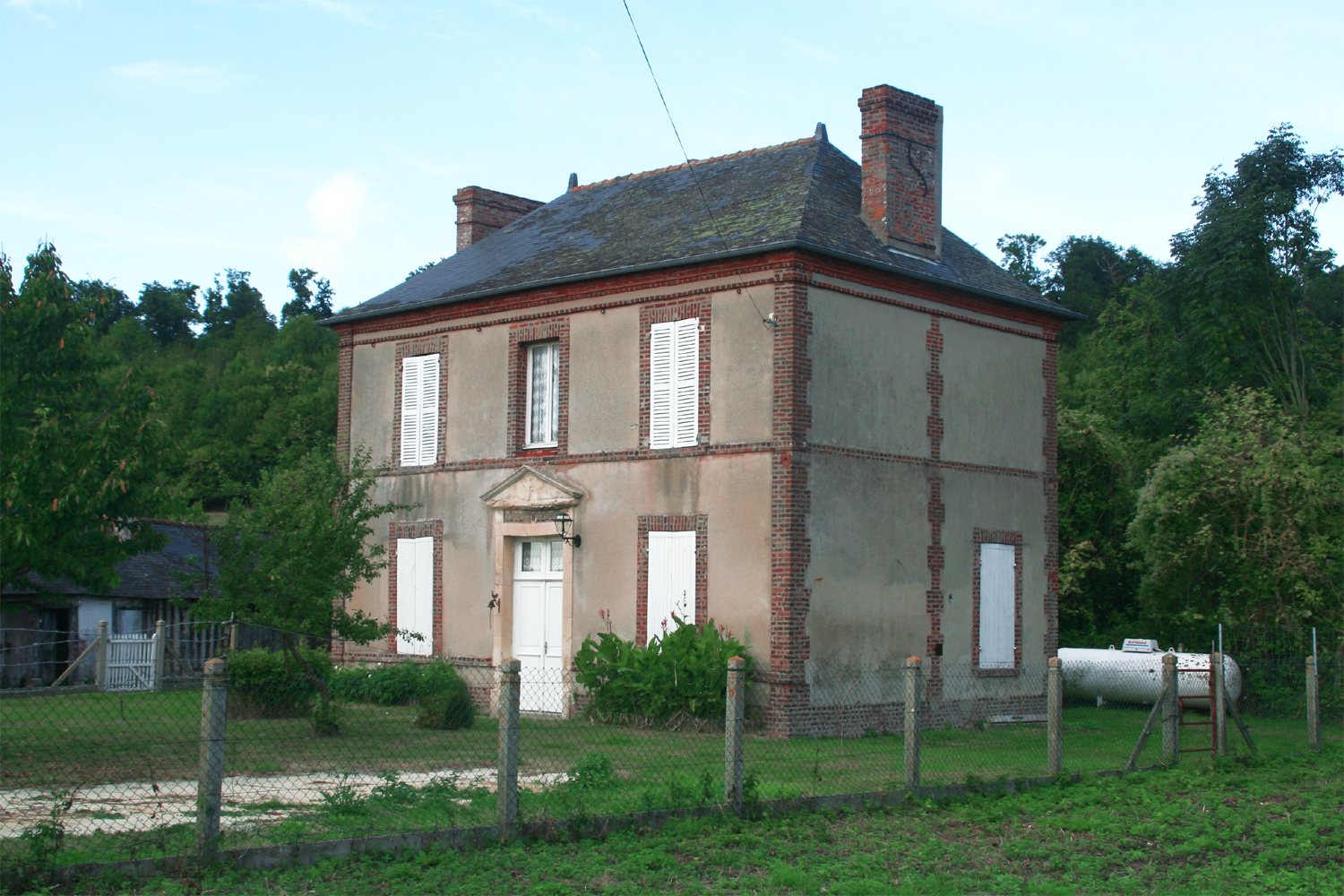
L'ancien presbytère, nouvelle mairie.

### Intercommunalité
Depuis 1968, Brucourt participe au syndicat intercommunal à vocations multiples (SIVOM) de la région de Dozulé pour le ramassage des ordures ménagères, l'entretien de la voirie, l'aide ménagère et la gestion des écoles maternelle et primaires. En 1996, sont venues s'ajouter les obligations de service public d'assainissement non collectif (fosses septiques). Lors de la création de la communauté de communes, nombre des prérogatives du SIVOM ont été transférées comme le service d'aide ménagère transféré à l'ADMR — Association du service à domicile — et le SIVOM transformé en SIVU.
Créée le 1er janvier 2003, la communauté de communes du pays d'Auge dozuléen (COPADOZ) récupère des anciennes responsabilités du SIVOM ; elle regroupe 19 communes, et comprend 5 115 habitants. La maire de Brucourt, Régine David, et son premier adjoint, Maurice Renou, sont membres du conseil communautaire,.

### Liste des maires
| Période                                  | Période                | Identité            | Étiquette | Qualité                           |
| ---------------------------------------- | ---------------------- | ------------------- | --------- | --------------------------------- |
| 1922                                     | 1943                   | Louis Serbat        | SE        | Industriel de Saint-Saulve (Nord) |
| 1943                                     | 1967                   | Étienne Richard     | SE        | Agriculteur                       |
| 1967                                     | mars 2001              | Roland Samaison     | SE        | Agriculteur                       |
| mars 2001                                | décembre 2003          | Philippe Vauvarin   | SE        | Agriculteur                       |
| décembre 2003                            | mars 2014              | Régine David        | SE        | Sage-femme retraitée              |
| mars 2014                                | En cours (au mai 2020) | Marie-Louise Besson | SE        | Enseignante                       |
| Les données manquantes sont à compléter. |                        |                     |           |                                   |

### Tendances politiques et résultats
Lors de toutes les élections, hormis aux élections municipales où la seule liste se présente comme d'intérêt local, les électeurs de Brucourt se sont prononcés pour des candidats positionnés à droite de l'échiquier politique.

#### Élections municipales
Le maire actuel de Brucourt est Marie-Louise Besson, élue par le conseil municipal après les élections de 2014. Elle est assistée de deux adjoints.
Au premier tour des dernières élections municipales au scrutin majoritaire plurinominal à deux tours de 2014, 73 votants (34,23 % d'abstention), sur 111 personnes inscrites, ont exprimé 70 votes. Marie-Louise Besson, conseillère sortante, a obtenu 68 votes en sa faveur, soit 97,74 % des suffrages exprimés, meilleur résultat de sa liste.
Seuls dix candidats s'étant inscrits à ces élections, le conseil est réduit à dix membres pour onze sièges.

#### Élections locales
Les électeurs de la commune de Brucourt élisent un représentant au conseil régional de Basse-Normandie. En 2004, la liste de René Garrec de droite républicaine, a obtenu au deuxième tour 41 voix (58,57 %) des 71 votants (29,70 % d'abstention) sur 101 inscrits dans la commune. Au niveau régional, la liste Garrec a obtenu 14 sièges (40,01 % des voix) derrière Philippe Duron, liste des gauches, 28 sièges (46,22 % des voix) et devant Fernand Le Rachinel, Front national, 5 sièges (13,78 % des voix).
Les électeurs du canton de Dozulé élisent un représentant au conseil général du Calvados. Le canton de Dozulé faisait partie de la moitié renouvelable en 2004. Olivier Colin, divers droite, a obtenu au deuxième tour 52 voix (78,79 %) des 71 votants (29,70 % d'abstention) sur 101 inscrits de la commune. Olivier Colin a été élu conseiller général du canton de Dozulé avec 55,81 % des voix devant Pierre Mouraret, communiste.

#### Élections nationales
Lors du premier tour de l'élection présidentielle du 22 avril 2007, sur les 115 inscrits sur les listes électorales de Brucourt, 102 ont voté (13,91 % d'abstention) et 98 votants ont exprimé un vote valide. Nicolas Sarkozy a obtenu 50 voix (51,02 %), François Bayrou 15 voix (15,31 %), Jean-Marie Le Pen 14 voix (14,29 %), Ségolène Royal 8 voix (8,16 %) et Philippe de Villiers 5 voix (5,10 %). Le deuxième tour du 6 mai a mobilisé 99 votants (13,91 % d'abstention) et 97 votants ont exprimé un vote valide. Nicolas Sarkozy a obtenu 75 voix (77,32 %) et Ségolène Royal 22 voix (22,68 %). Brucourt avait voté en 2002 à 76,83 % pour Jacques Chirac et à 23,17 % pour Jean-Marie Le Pen.
En 2007, dans la quatrième circonscription du Calvados, Nicole Ameline, UMP, élue au premier tour, a obtenu à Brucourt 57 voix (67,06 %) des 87 votants (24,35 % d'abstention) sur 115 inscrits. Au niveau de la circonscription, Nicole Ameline a été élue avec 53,37 % des voix devant Damien Cisselin (PS).

##### Élections européennes
En 2009, 54 électeurs de Brucourt ont émis un vote (50 % d'abstention) sur 108 inscrits ; la liste de la majorité présidentielle menée par Dominique Riquet a obtenu 28 voix (52,83 % des voix) devant la liste du MoDem de Corinne Lepage avec 8 voix (15,09 %), suivie par la liste du Front national de Marine Le Pen avec 5 voix (9,43 %) et enfin la liste Libertas de Frédéric Nihous avec 4 voix (7,55 %) ; ensuite avec 2 voix chacune (3,77 %) les listes du Parti socialiste de Gilles Pargneaux, de Europe Écologie de Hélène Flautre et de Debout la République de Thierry Grégoire ; les listes du Nouveau Parti anticapitaliste de Christine Poupin et du Parti de la France de Carl Lang 1 voix chacun (1,89 %).
Au niveau de la circonscription Nord-Ouest, c'est la liste de Dominique Riquet qui arrive en tête avec 4 sièges (24,22 % des voix), suivie de celles de Gilles Pagneaux avec 2 sièges (18,10 %). Hélène Flautre, Marine Le Pen, Corinne Lepage et Jacky Hénin du Front de gauche ont chacun obtenu 1 siège.

##### Référendum
Au référendum français sur le traité établissant une Constitution pour l'Europe, sur les 105 électeurs de Brucourt, 83 ont voté (20,95 % d'abstention) et 47 se sont prononcés pour le « oui » (56,63 %) contre 36 (43,37 %) pour le « non ».

### Budget communal
Depuis 2003, Brucourt fait partie d'un groupement fiscalisé qui perçoit les quatre taxes locales (les taxes foncières sur le bâti et le non-bâti, les taxes d'habitation et professionnelle).

## Population et société

### Démographie
Suivant l'enquête annuelle de recensement de 2005, sur les 126 habitants de la commune, il y a 49 actifs (34,9 %) dont cinq personnes inscrites au chômage (4,00 %). Sur les 77 non actifs, il y a 30 retraités ou préretraités et 11 élèves, étudiants ou stagiaires non rémunérés.
En 1999, sur 50 personnes actives :
- 39 sont salariés dont[98] :
  - 24 sont employées en CDI,
  - 2 sont employées en CDD,
  - 11 sont fonctionnaires ;
- 11 sont non salariées dont[98] :
  - 5 sont des travailleurs indépendants,
  - 5 sont des employeurs.

Ces 126 habitants sont répartis en 47 ménages (dont 11 ménages d'une seule personne) et 26 de ces ménages ont une personne de référence active.

#### Déplacement
Lors du recensement de 1999, sur les 50 personnes actives de la commune :
- 5 travaillent sur place et 8 se déplacent à pied en travaillant dans la commune ;
- 36 utilisent leur voiture personnelle dont 3 travaillent en dehors du département ;
- 1 seule utilise un transport en commun.

En 2005, 91,5 % des ménages de Brucourt sont équipés d'au moins un véhicule automobile.

#### Niveaux de formation
Au recensement de 1999, Brucourt comptait 90 habitants de 15 ans et plus (44 hommes et 46 femmes) :
- 15,6 % d'habitants sans diplôme (20,5 % d'hommes et 10,9 % de femmes) ;
- 55,5 % avec un diplôme inférieur au baccalauréat (moitié hommes, moitié femmes) ;
- 14,4 % avec un niveau du baccalauréat (18,2 % d'hommes et 10,9 % de femmes) ;
- 14,5 % (11,3 % d'hommes et 17,4 % de femmes) avec un diplôme de niveau supérieur au baccalauréat.

#### Évolution de la population
Sous l'Ancien Régime, avant la Révolution, Brucourt comptait déjà 2 feux privilégiés et 32 feux taillables (environ 170 habitants). Depuis un siècle et demi, la population de Brucourt est relativement stable autour de 120 ± 10 habitants, avec un maximum de 154 en 1891 et 1906 et un minimum de 84 en 1975.
L'évolution du nombre d'habitants est connue à travers les recensements de la population effectués dans la commune depuis 1793. Pour les communes de moins de 10 000 habitants, une enquête de recensement portant sur toute la population est réalisée tous les cinq ans, les populations de référence des années intermédiaires étant quant à elles estimées par interpolation ou extrapolation. Pour la commune, le premier recensement exhaustif entrant dans le cadre du nouveau dispositif a été réalisé en 2005.
En 2022, la commune comptait 128 habitants, en évolution de +11,3 % par rapport à 2016 (Calvados : +1,58 %, France hors Mayotte : +2,11 %).
| 1793 | 1800 | 1806 | 1821 | 1831 | 1836 | 1841 | 1846 | 1851 |
| ---- | ---- | ---- | ---- | ---- | ---- | ---- | ---- | ---- |
| 233  | 204  | 190  | 167  | 156  | 151  | 158  | 141  | 134  |

| 1856 | 1861 | 1866 | 1872 | 1876 | 1881 | 1886 | 1891 | 1896 |
| ---- | ---- | ---- | ---- | ---- | ---- | ---- | ---- | ---- |
| 145  | 121  | 130  | 134  | 113  | 122  | 140  | 154  | 131  |

| 1901 | 1906 | 1911 | 1921 | 1926 | 1931 | 1936 | 1946 | 1954 |
| ---- | ---- | ---- | ---- | ---- | ---- | ---- | ---- | ---- |
| 130  | 154  | 146  | 141  | 120  | 123  | 117  | 108  | 129  |

| 1962 | 1968 | 1975 | 1982 | 1990 | 1999 | 2005 | 2006 | 2010 |
| ---- | ---- | ---- | ---- | ---- | ---- | ---- | ---- | ---- |
| 111  | 114  | 84   | 107  | 108  | 120  | 126  | 129  | 127  |

| 2015 | 2020 | 2022 | - | - | - | - | - | - |
| ---- | ---- | ---- | - | - | - | - | - | - |
| 126  | 126  | 128  | - | - | - | - | - | - |

#### Histogramme de la population
Depuis un siècle et demi, la population de Brucourt est relativement stable autour de 120 ± 10 habitants, avec un maximum de 154 en 1891 et 1906 et un minimum de 84 en 1975.

### Enseignement, santé, sports
Hormis les services assurés par la mairie, la commune n'a aucun service public sur son territoire. L'ensemble des services publics sont disponibles dans les communes les plus proches : Dives-sur-Mer, Caen, Dozulé, Périers-en-Auge. L'ensemble des services médicaux se trouvent également dans les communes voisines, tout comme l'accès à la culture (bibliothèque) et à l'enseignement.

### Cultes

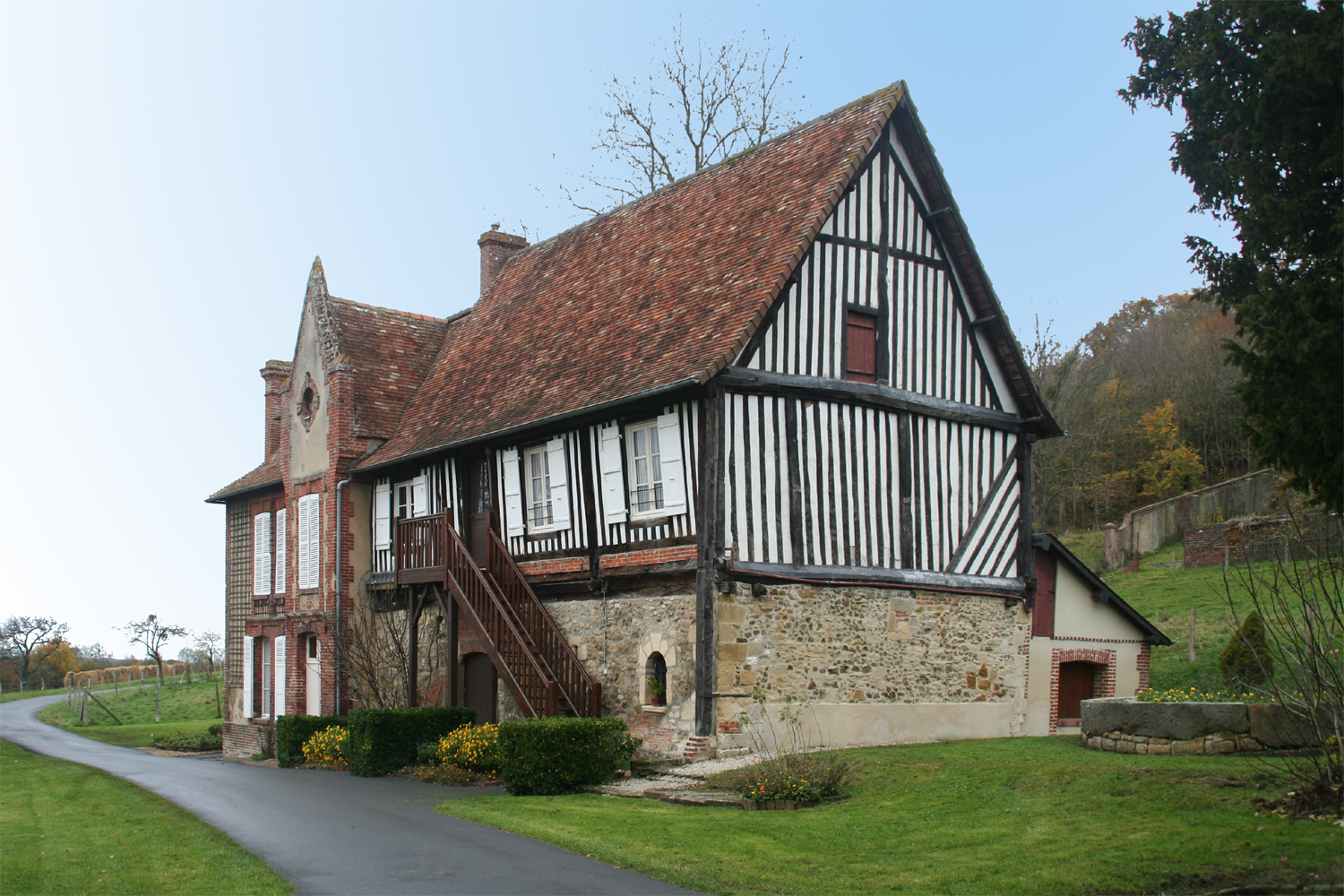
Bâtiment de ferme réaménagé au début du XXe siècle, aujourd'hui porterie et bâtiment d'hébergement du monastère de l'Annonciade.

Brucourt fait partie de la paroisse de Sainte-Trinité-des-Monts, qui regroupe vingt-quatre communes et dont le presbytère se trouve à Dozulé. L'église Saint-Vigor de Brucourt est toujours consacrée mais des offices n'ont lieu qu'exceptionnellement. Les Brucourtois qui veulent participer à un office catholique romain peuvent avoir accès à l'arrière-salle de la chapelle du monastère de l'Annonciade où les moniales les accueillent pour l'office du dimanche soir. Par ailleurs, le monastère de l'Annonciade dispose d'hébergements pour accueillir des catholiques désirant faire une retraite spirituelle. Il n'y a pas d'équipements pour les autres confessions religieuses.

## Économie

### Activité agricole

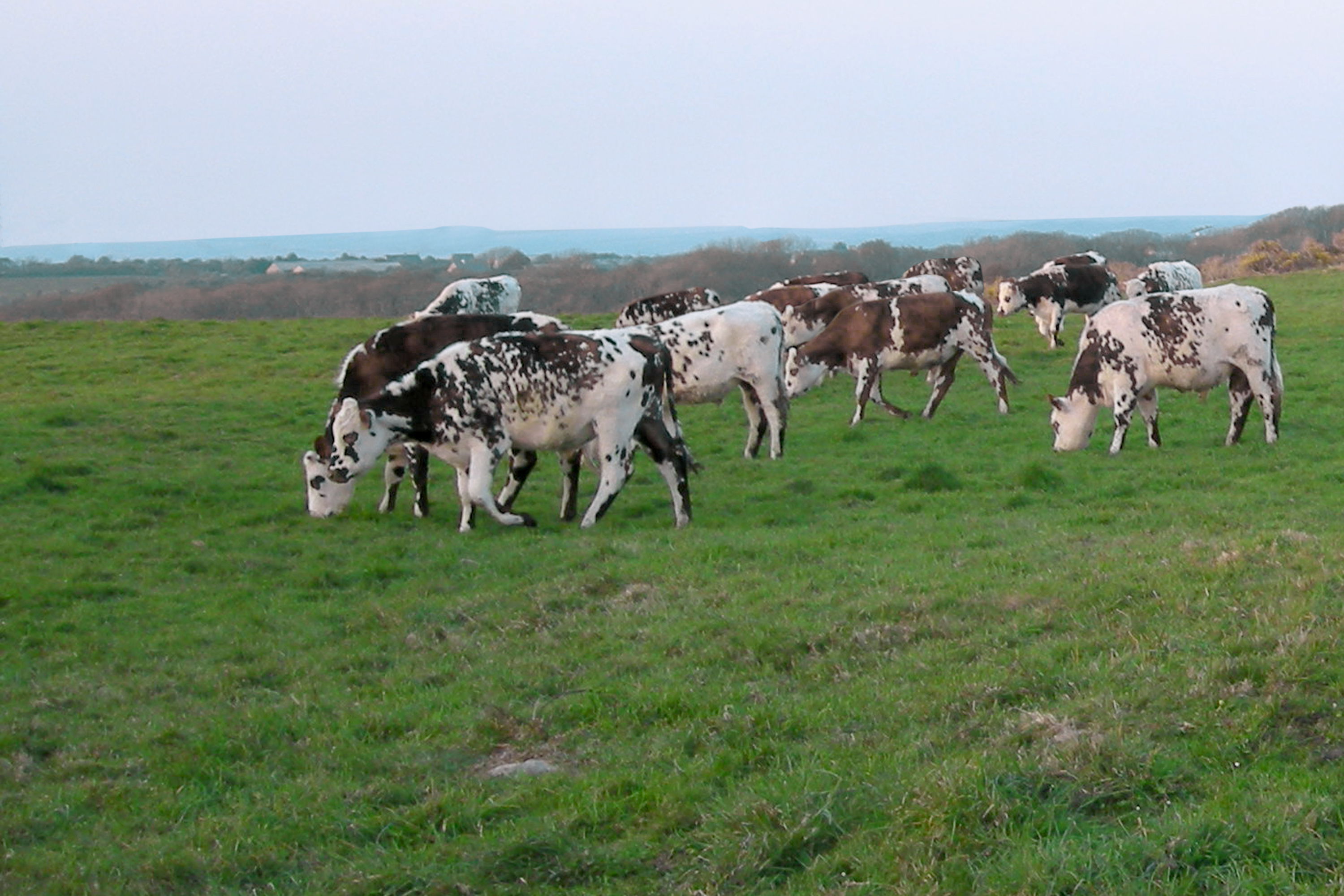
Veaux et génisses de race normande à l'embouche.

De tous temps, Brucourt a eu une activité orientée vers le secteur primaire, la production agricole entre bocage et marais étant la seule activité économique notable de la commune. L'organisation urbaine de la commune est toujours à l'image éclatée de l'habitat rural bocager.
Historiquement la production agricole était autarcique, puis locale avec l'institution au XIVe siècle par les moines de l'abbaye Saint-Étienne de Caen du marché de Dives-sur-Mer. Le développement de la production de bêtes de boucherie par la généralisation du couchage en herbe et de l'embouche a accompagné le développement du transport vers Paris et sa région. Dans le même temps, où la Normandie devenait le « garde-manger » de la capitale, les paysans normands augmentaient leurs revenus.
C'est la venue des premiers baigneurs de Caen et la vogue des bains de mer, puis la création des « colonies » estivales, comme Cabourg et Houlgate, qui ont ensuite contribué au développement d'une agriculture vivrière, au XIXe siècle et cela jusqu'à la Première Guerre mondiale, avec entre autres le succès du « marché des parisiens » le samedi matin sous la halle de Dives-sur-Mer.

#### Activité herbagère

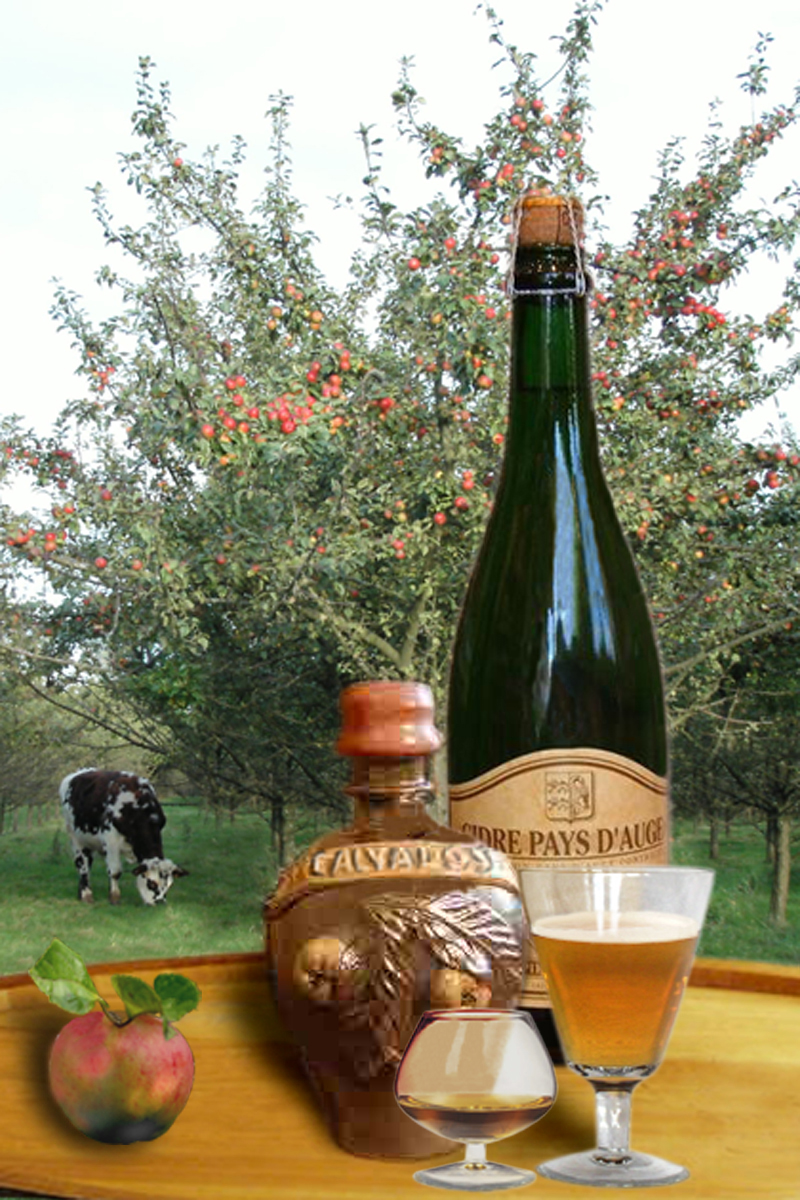
Pommes, cidre et calvados du pays d'Auge.

En 1988, Brucourt compte dix exploitations agricoles. Au recensement agricole de 2000, il n'en reste plus que six, dont cinq exploitations professionnelles sur 294 hectares (soit 45 % de la superficie de la commune) dont 280 sont toujours en herbe pour accueillir une centaine de vaches, le reste des terres étant travaillé en labours pour la culture céréalière. La population agricole s'élève à moins de 30 personnes, 15 exploitants (chef d'exploitation et membres de la famille travaillant sur l'exploitation) et huit salariés agricoles (en équivalence temps plein soit environ le double à temps partiel). Aujourd'hui[Quand ?], la population de Brucourt n'est plus à dominante agricole.

#### Activité cidricole
La tradition augerone complantait les pâturages en lignes régulières de pommiers à pomme à cidre. Malgré une forte diminution du complantage des pommiers sur la commune de Brucourt, celle-ci est classée en zone cidricole.
À partir des pommes récoltées sur le territoire de la commune et livrées à des producteurs, ceux-ci produisent et commercialisent du cidre classé depuis mars 1996 et confirmé en 2000 de l'AOC pays d'Auge et du calvados classé depuis 1942 AOC pays d'Auge.

#### Activité laitière
Les Augerons produisaient sous l'Ancien Régime un fromage de lait de vache à pâte molle et croûte lavée du nom d'angelot, c'est l'ancêtre des fromages normands comme le pont-l'évêque et le livarot avec peut-être un autre fromage de lait de vache à pâte molle mais à croûte fleurie comme le camembert. Si aujourd'hui l'activité agricole est orientée vers l'embouche, les agriculteurs produisent toujours du lait. Le lait produit sur le territoire de la commune, vendu à des producteurs normands, permet la production de fromages AOC.
La commune de Brucourt se trouve dans les limites de la zone permettant les appellations depuis 1972 pour l'AOC pont-l'évêque et depuis 1983 pour l'AOC camembert de Normandie. Le livarot, reconnu AOC en 1975 sur la partie sud du pays d'Auge, est en cours de réexamen de la zone d'appellation. À terme, la zone d'appellation couvrira l'ensemble du pays d'Auge.

### Autres activités
Le secteur secondaire n'existe pas à Brucourt, qui ne comprend aucune activité de transformation.
Le secteur tertiaire non marchand n'est pas présent à Brucourt, où il n'y a aucun service public, à l'exception de la mairie. Le secteur tertiaire marchand est peu présent avec une activité artisanale comprenant quelques représentants. Les activités de service sont peu représentées. Le village ne comporte aucun commerce de proximité.

#### Activités de loisir

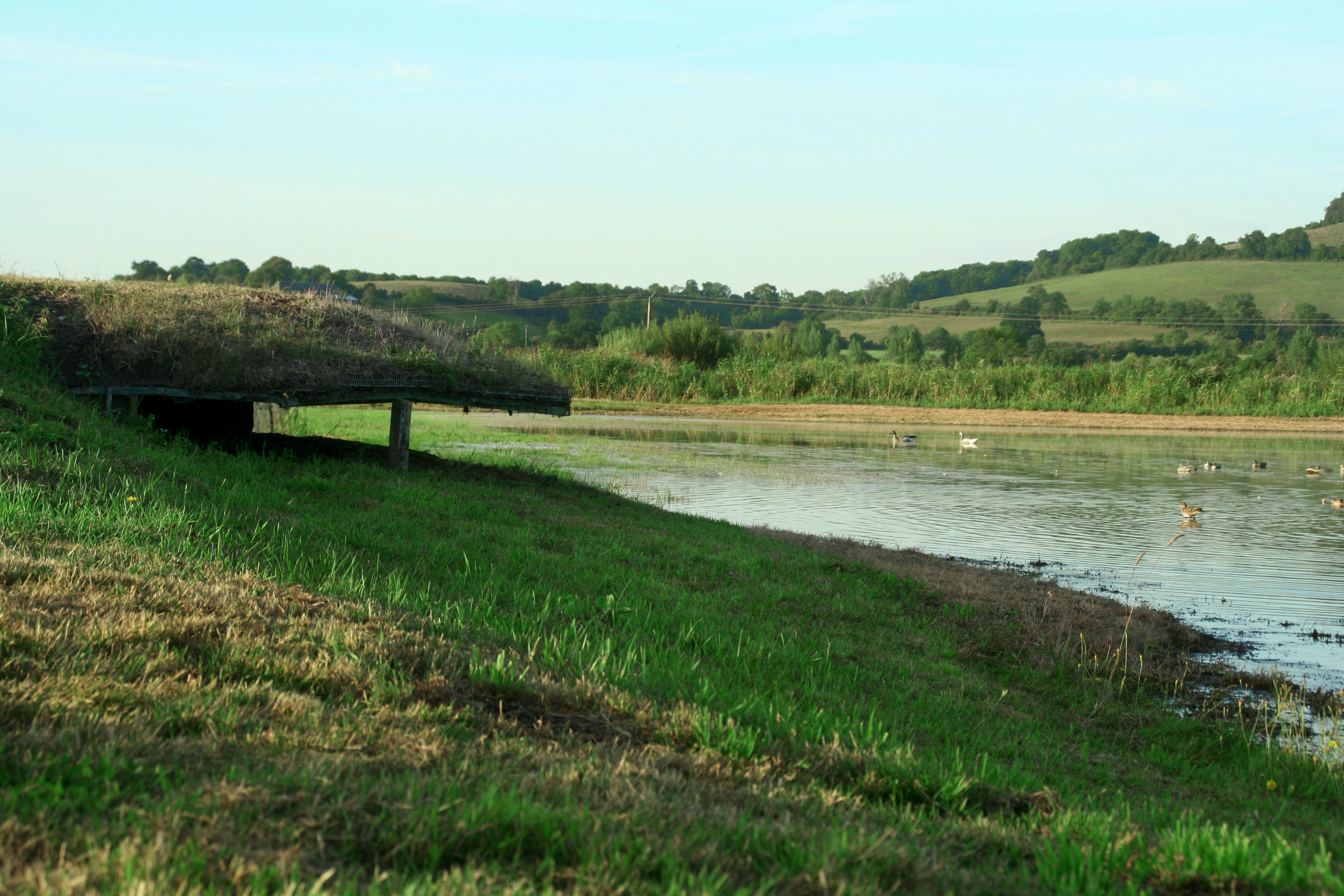
Gabion et hutte de chasse.

Les activités qui peuvent se pratiquer sur le territoire de la commune sont toutes des activités de plein air.
La chasse est très pratiquée à Brucourt. Les marais de la Dives aménagés pour l'activité agricole sont aussi propices à la transformation des parcelles inondées en gabions. Aujourd'hui[Quand ?], les marais étant bien drainés, il faut souvent pomper l'eau des canaux de drainage pour inonder la parcelle. Une hutte à moitié enterrée est construite en bordure de l'étendue d'eau, pour que les chasseurs restent postés dans les meilleures conditions de confort. Sur le gabion sont disposés des canards appelants pour attirer et faire poser d'autres volatiles. La chasse à la passée se pratique aussi sur certaines parcelles en bordure des canaux. Ces chasses se pratiquent uniquement au moyen de cartouches chargées avec des billes d'acier, les plombs étant interdits pour éviter la pollution des eaux. Elles ne sont ouvertes qu'à des périodes déterminées, par arrêté préfectoral, en fonction des différentes espèces autorisées à la chasse.

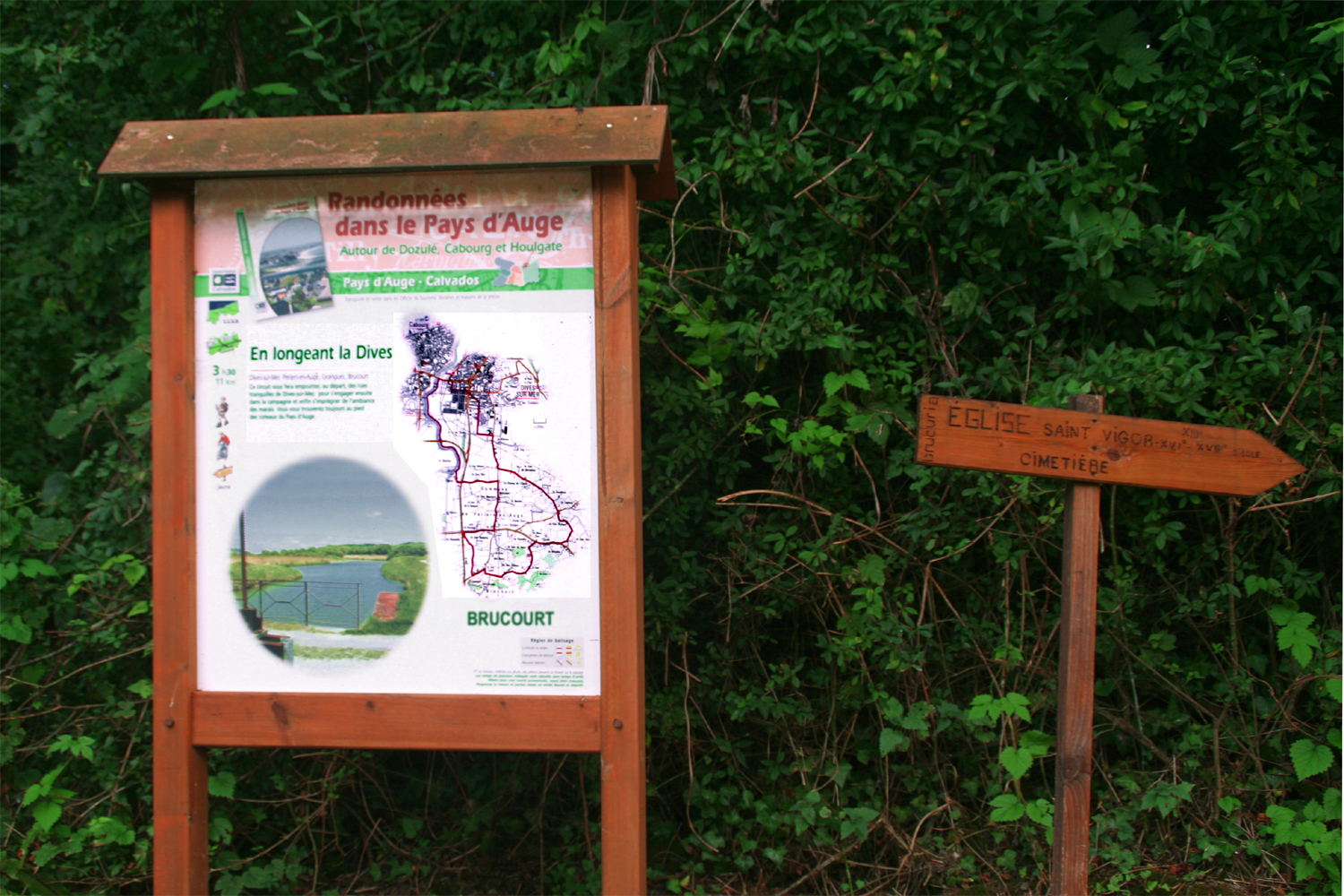
Panneau indicateur de randonnée à l'angle des chemins de l'église et de la source.

Différentes pêches se pratiquent sur la commune de Brucourt. La Dives est classée en deuxième catégorie pour la pêche. La rivière l'Ancre est classée en parcours de première catégorie pour la pêche de la truite fario. Ces deux cours d'eau sont aussi classés comme cours d'eau à truite de mer. Les équipements mis en œuvre, les appâts utilisés, les poissons et leur taille sont fixés par arrêté préfectoral, comme d'ailleurs les différentes dates de pêche. Des espèces comme le saumon et l'anguille d'avalaison ne sont pas autorisées à la pêche.
Aucun chemin de randonnée classé par la fédération française de la randonnée pédestre n'existe sur la commune de Brucourt. En revanche un chemin balisé de 11 km traverse la commune.

## Culture locale et patrimoine

### Lieux et monuments

#### Église Saint-Vigor, presbytère et cimetière
L'église de Brucourt est sous le vocable de Vigor de Bayeux. Sa construction, à mi-hauteur de la colline Saint-Laurent sur son versant sud, date de deux époques. À l'ouest, la partie primitive date du XIIIe siècle. Elle est prolongée vers l'est d'une construction du XVIIIe siècle, surmontée d'un clocher de plan polygonal coiffé d'un dôme et terminé d'une lanterne. L'agrandissement de l'édifice a renversé l'affectation des espaces, l'entrée primitive de l'église se faisait par l'ouest, l'entrée actuelle se fait par le pignon est de la dernière construction. La partie la plus récente est occupée par la nef actuelle, la partie la plus ancienne est aujourd'hui consacrée au chœur. Il est possible encore de voir derrière l'autel les restes du portail d'entrée de style gothique et deux fenêtres, l'une de style gothique, l'autre typiquement médiévale, et sur le bas-côté sud une entrée de style roman, aujourd'hui murée. De l'intérieur, la voûte du chœur est de plâtre avec de fortes poutres équarries très grossièrement et la nef est couverte d'une voûte en lames de bois.
Le clocher abrite deux cloches fondues en 1788. La plus importante porte l'inscription suivante : « L'AN 1788 J'AI ETE BENITE PAR Mr JACQUES BINET CURE DE CE LIEU ET NOMME MARGUERITE PAR TRES HAUT ET PUISSANT Ser MESSIRE ETIENNE FRANÇOIS TURGOT CHer MARQUIS HAUT JUSTICIER DE SOUSMONT SEIeur PATRON DE BRUCOURT PERIERS ET AUTRES LIEUX ET PUISSANTE DAME MARGUERITE CARON MARQUISE DE TURGOT SON EPOUSE ».
L'autel et le tabernacle avec ses deux anges adorateurs ainsi que le lutrin, mobilier classé du XVIIIe siècle, proviennent de l'ancienne église de Rupierre de Saint-Pierre-du-Jonquet, proche de Troarn, dispersés lors de sa désaffectation dans l'entre-deux guerres. Le confessionnal, lui aussi du XVIIIe siècle, provient d'une église bombardée dans le nord de la France pendant la Première Guerre mondiale. Les objets du culte (calice, ciboire, ostensoir et burettes), en argent, comportent tous les armes du comte Jean Rapp, général d'Empire, qui en fit don en 1807 à l'église du village où il venait fréquemment en villégiature. Les fonts baptismaux pédiculés sont en pierre brute et datent du XVe siècle ou XVIe siècle,
Un tableau représentant le Christ et la Samaritaine est dû au pinceau de Giovan Francesco Barbieri Guercino, dit Le Guerchin, peintre italien du XVIIe siècle. Dans l'église, il est également possible de voir une statue en pierre du XVe siècle représentant sainte Geneviève et deux statues de terre cuite, l'une que l'on suppose représenter saint Vigor et une Vierge à l'Enfant, toutes deux du XIXe siècle. Toutes ces œuvres d'art sont classées au patrimoine français,.
Au bas du chemin de l'église, l'ancien presbytère a été transformé en habitation depuis qu'il n'y a plus de curé à Brucourt et que les messes dominicales ont lieu à la chapelle du monastère. Le bâtiment est devenu la nouvelle mairie inaugurée en février 2010.
L'église est entourée du cimetière paroissial, qui abrite les tombes de six militaires anglais tués le 6 juin 1944 dans la chute de leur avion sur la route de Dozulé et de deux sœurs de l'Annonciade, dont le monastère surplombe l'église.

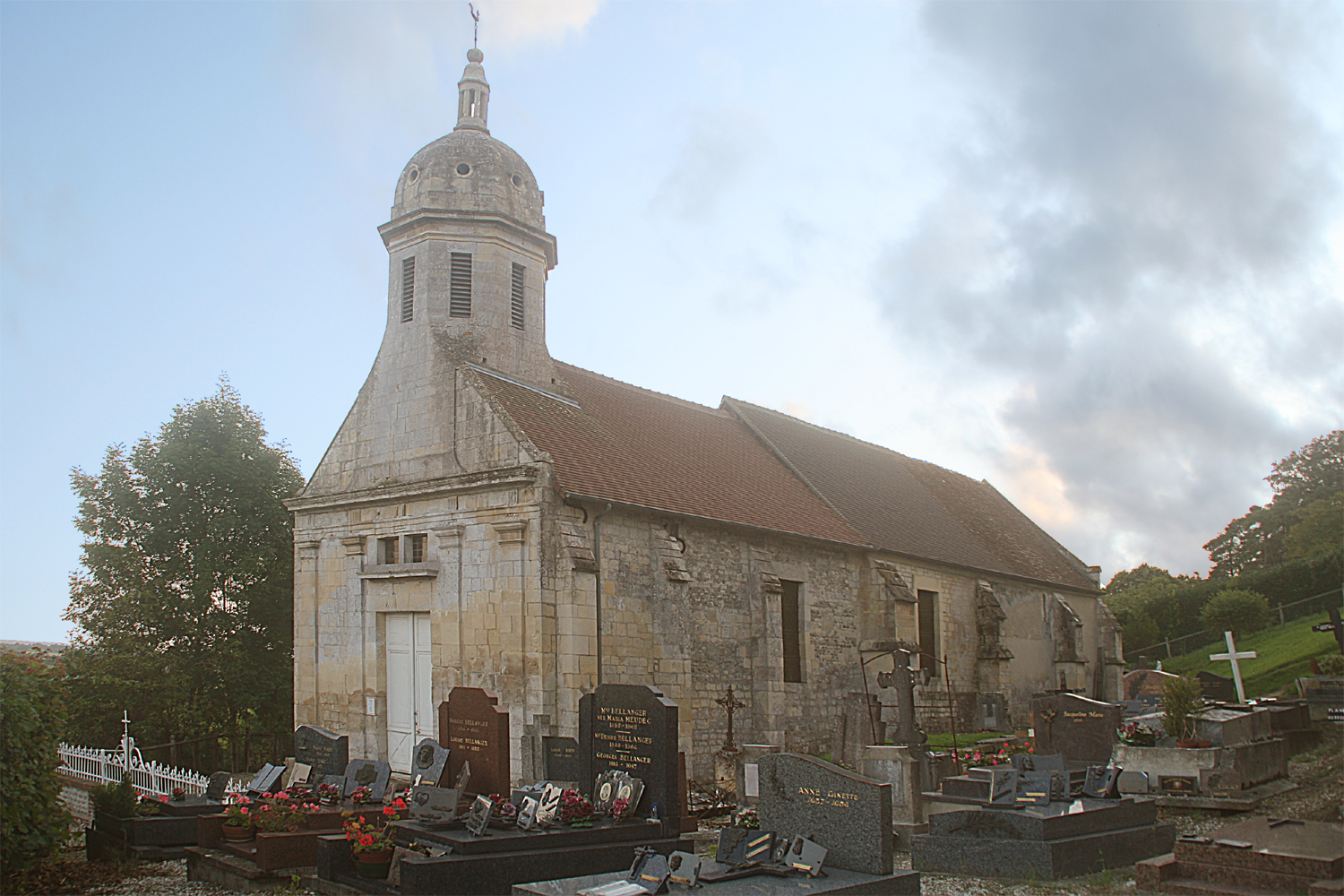
L'église Saint-Vigor. Vue nord-est.
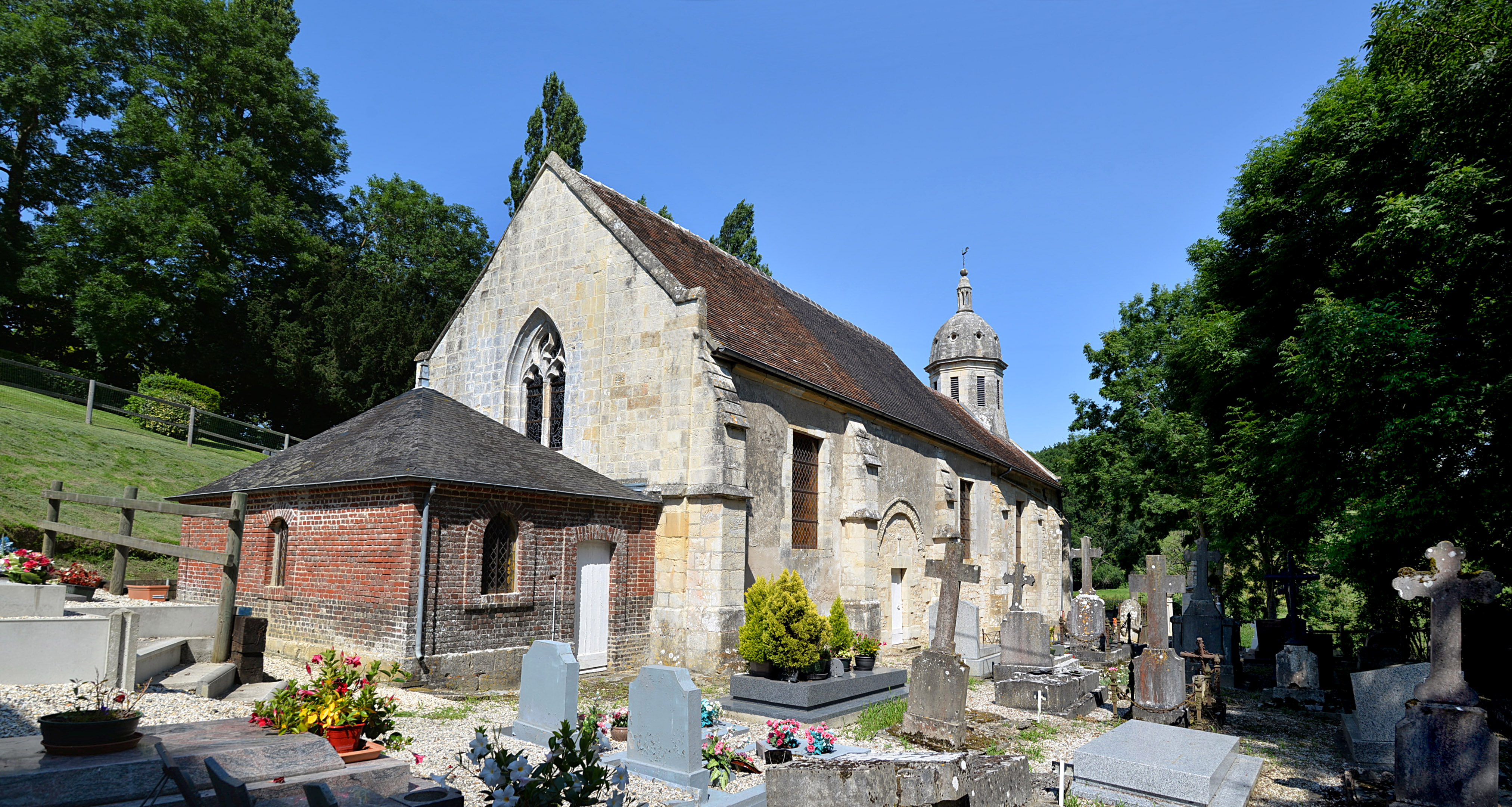
L'église Saint-Vigor. Vue sud-ouest.
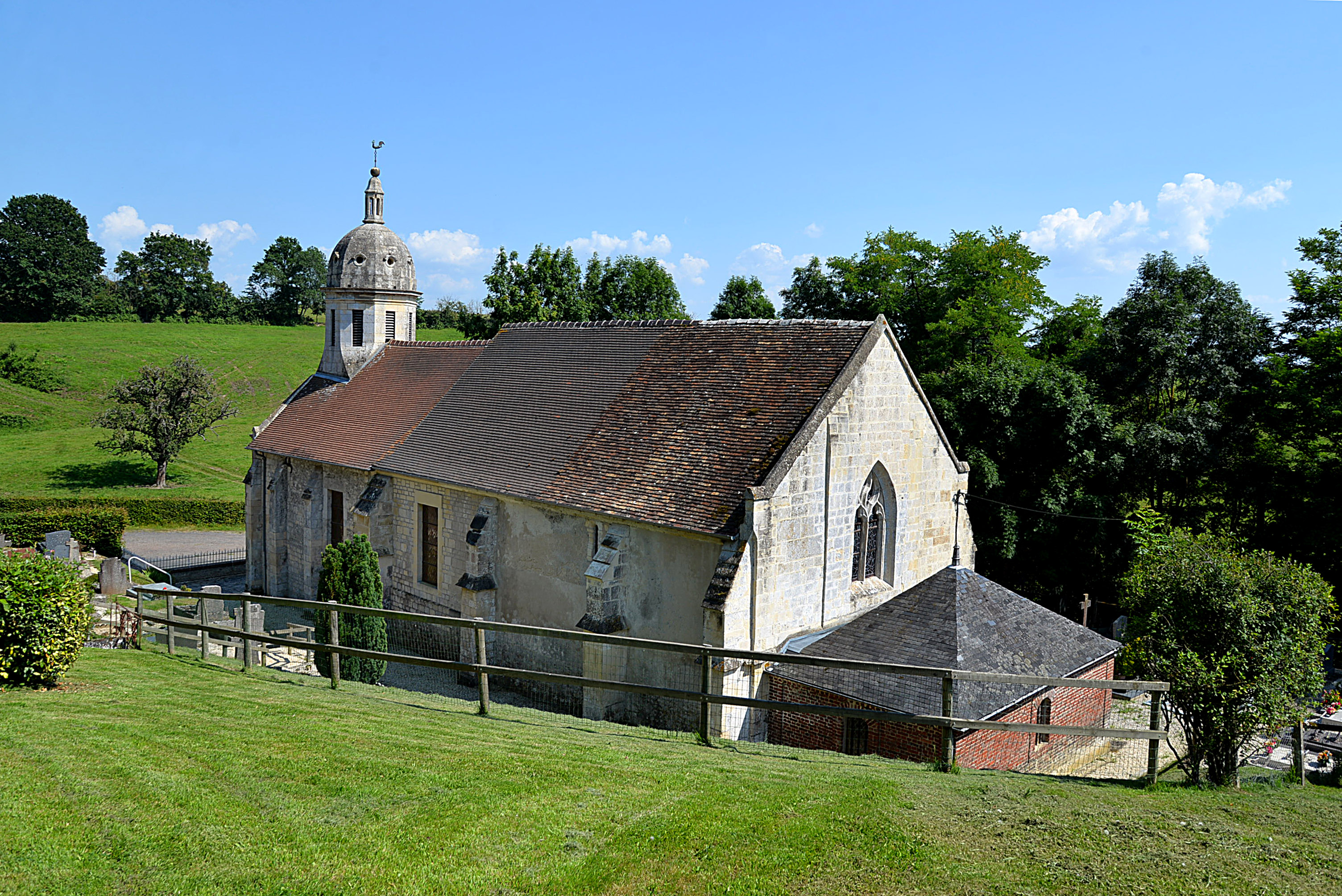
L'église Saint-Vigor. Vue nord-ouest.
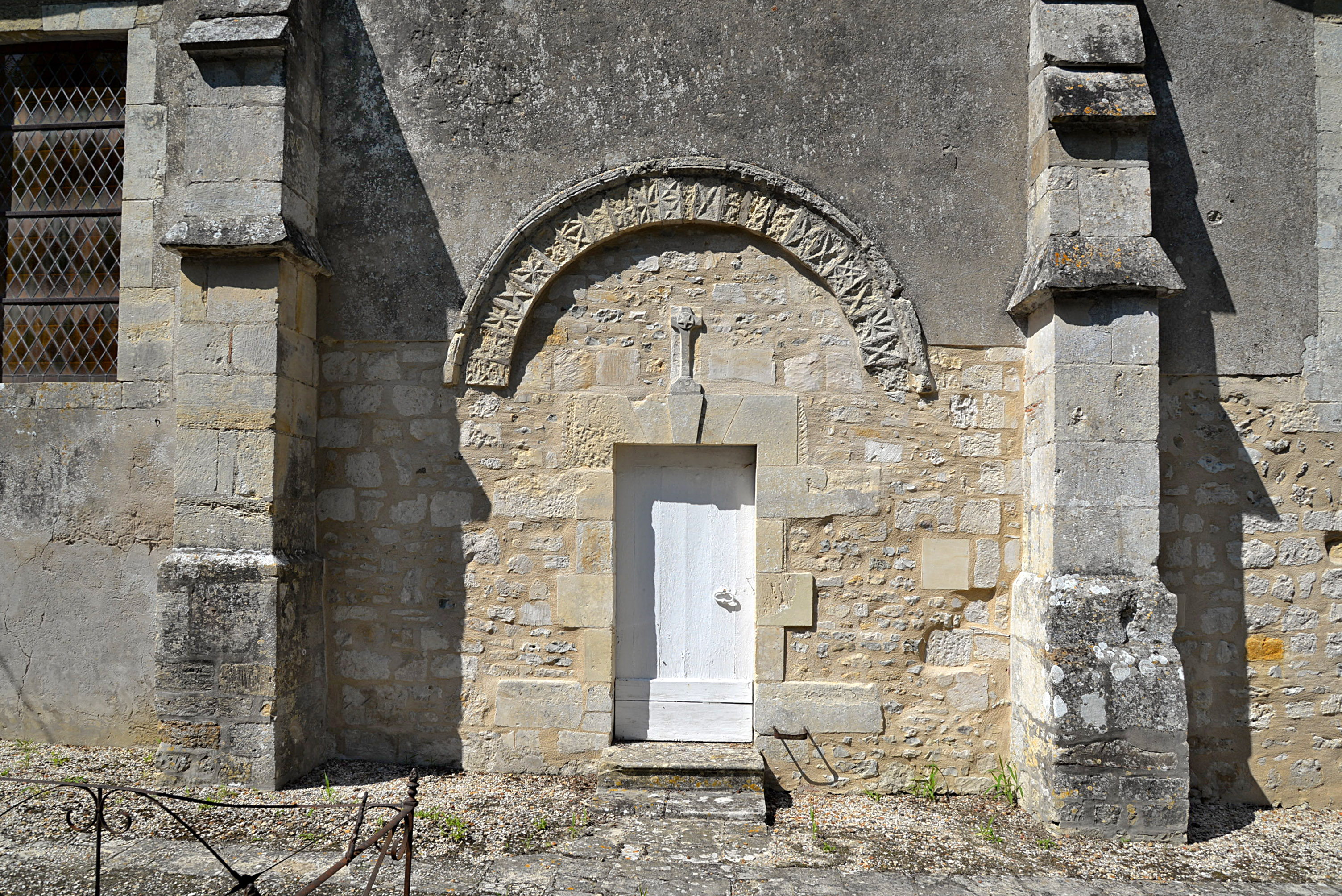
Portail sud de l'église.
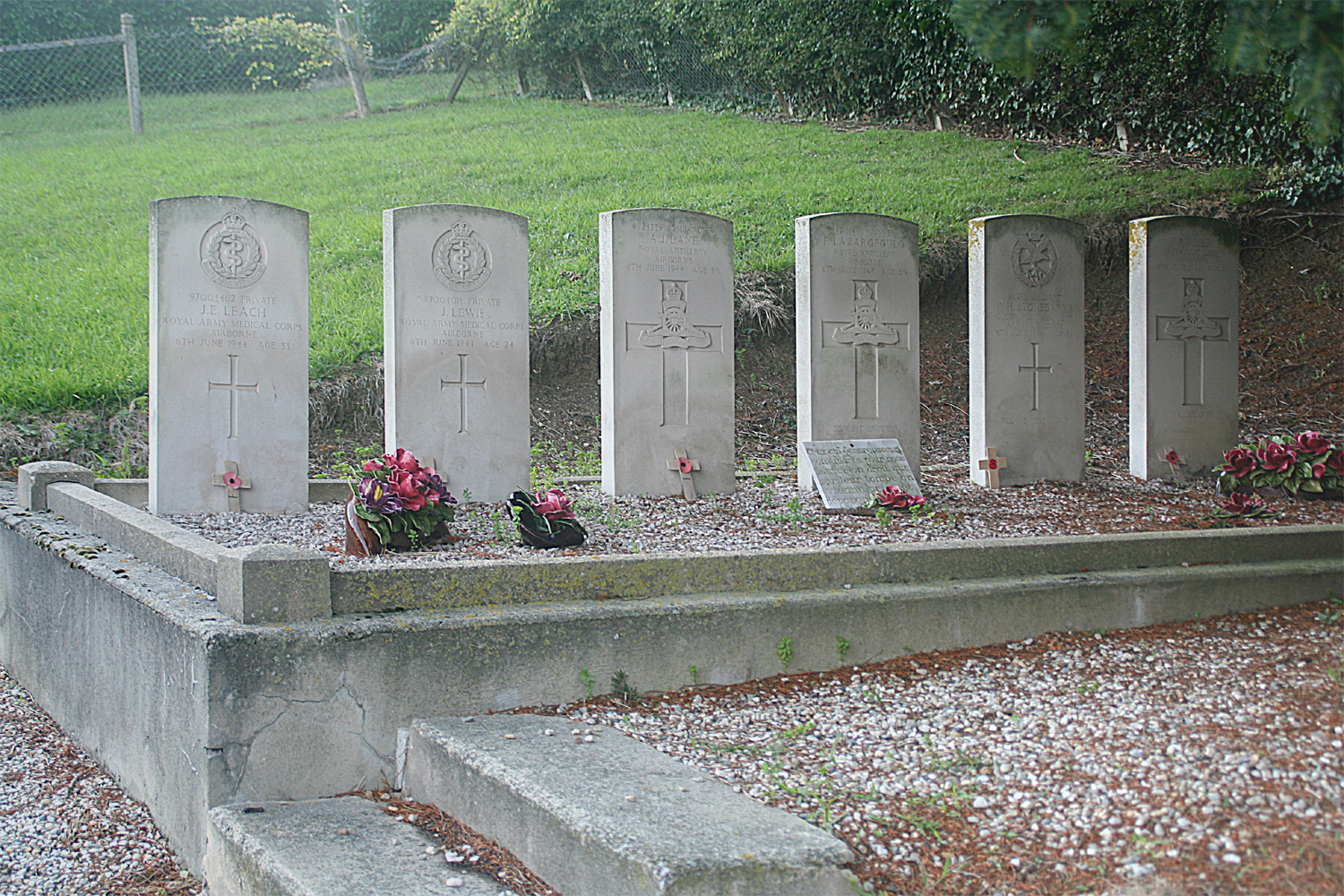
Tombes des soldats anglais dans le cimetière paroissial.

#### Manoir Saint-Laurent et monastère de l'Annonciade

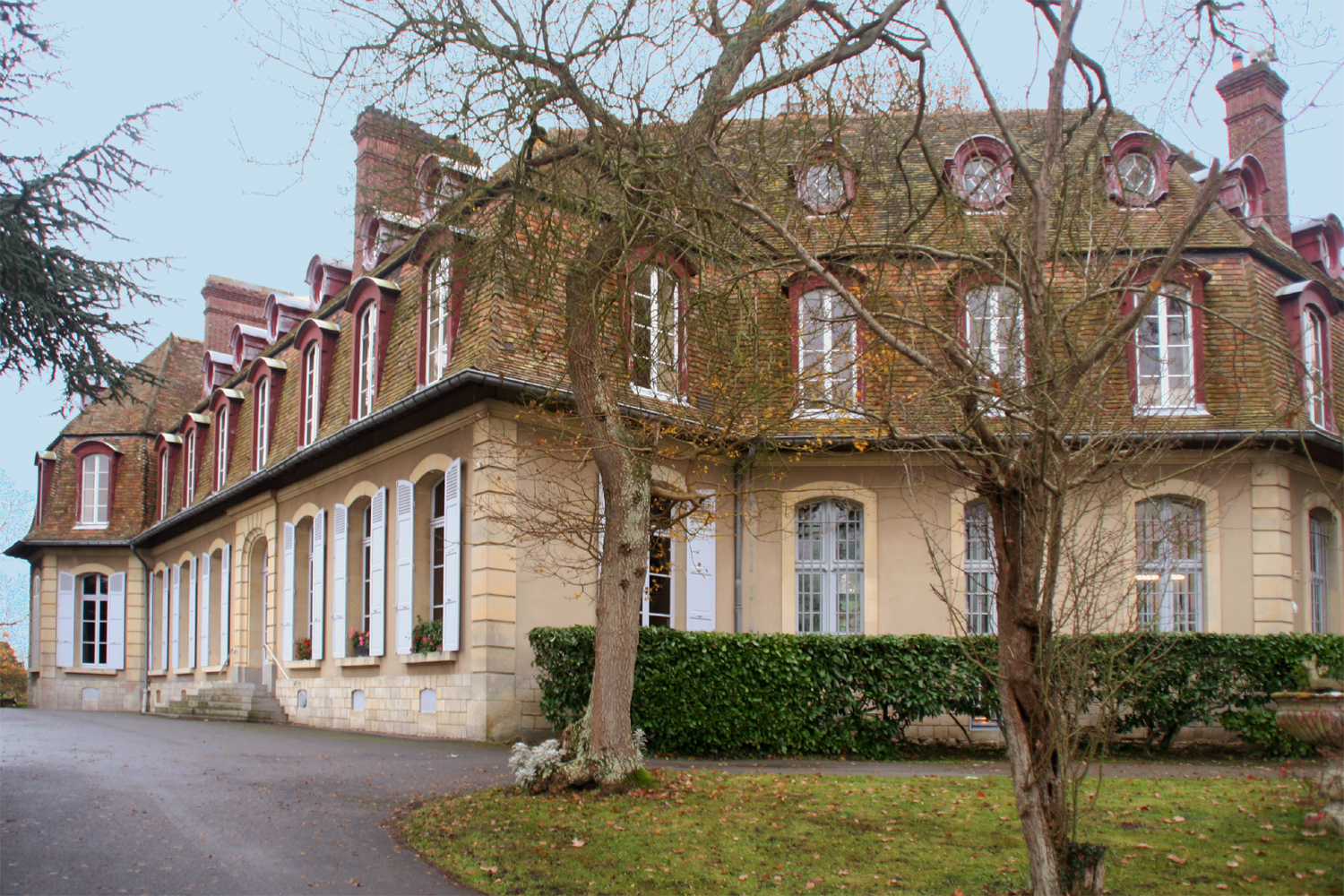
Monastère de l'Annonciade.

Le monastère de l'Annonciade est situé sur la colline Saint-Laurent. Il occupe un bâtiment construit, entre 1912 et 1920, par un couple de riches collectionneurs, héritier d'une famille industriel du Nord, Louis Serbat (1875-1953), et sa femme, née Madeleine de Vaufreland. C'est en 1951, alors que le couple se retire au château de Laàs, qu'il lègue le manoir Saint-Laurent aux bénédictins pour qu'ils puissent y assurer une présence et un accueil apostolique. Mais comme ceux-ci ne sont présents sur la colline Saint-Laurent que pendant les mois d'été, le manoir est proposé à l'ordre de la Vierge Marie. C'est donc en 1975 que six sœurs de l'Annonciade viennent de leur maison-mère de Thiais pour fonder ce monastère. En 1999, une aile est construite pour abriter une chapelle permettant aux huit moniales qui composent maintenant la communauté de pratiquer la liturgie des Heures dans de meilleures conditions. Ces moniales sont les héritières des « chères filles » de sainte Jeanne, fille de Louis XI de France qui fonda l'ordre de la Vierge Marie dit aussi ordre de l'Annonciade à Bourges en 1500.

#### Source de l'Étoile ou fontaine de Dives

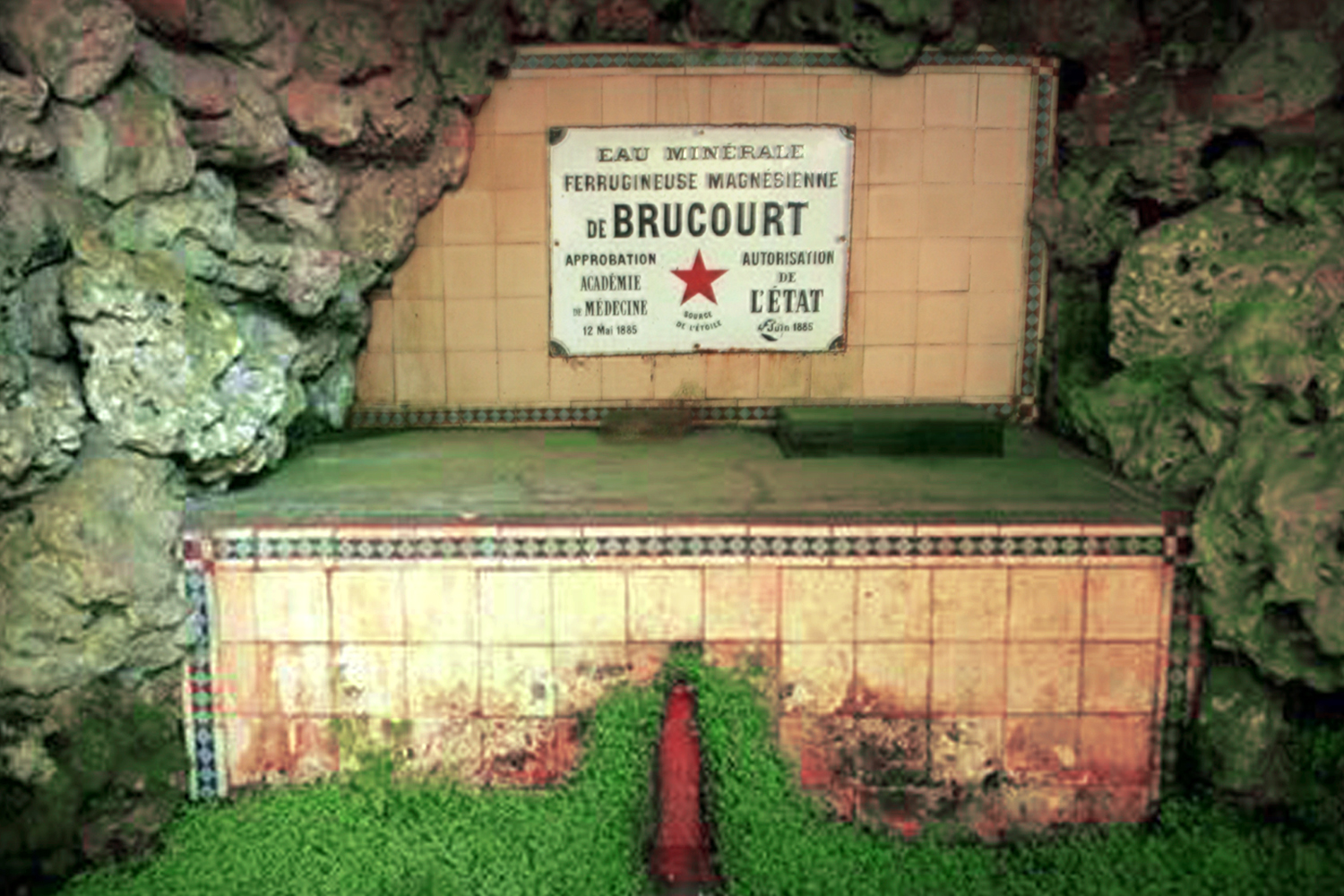
La source de l'Étoile.

L'eau est abondamment présente sur la commune de Brucourt du fait de la présence des marais de la Dives et de l'Ancre mais les sources sont rares. En 1917, le conseil général du Calvados décide du recensement des sources minérales du département. La commission présidée par un certain M. de Longuemare en dénombre seize dans le département, dont celle de Brucourt, qui était jugée « peu abondante, ne débitant que 7 600 litres par jour ». Cette source est déjà connue en 1637 d'un nommé Musnar qui la décrit comme « possédant des bienfaits thérapeutiques ».

#### Description de la source
Des analyses de la composition de cette eau sont réalisées en 1778 par Lepecq de la Clôture, médecin caennais connu pour ses travaux sur les maladies épidémiques,, en 1860 par Henry Ossian, membre de l'académie de médecine, en 1884 par Gloez de l'académie des sciences. Alexandre Gustave Hérault (1780-1848), polytechnicien et inspecteur général des mines, rédige en 1844 une note sur « la source de Brucourt, appelée aussi fontaine de Dives, qui sort des argiles oxfordiennes et contient de l'acide carbonique (2,272 g), des sulfates de chaux (2,415 g) et de sulfate de magnésie (4,915 g), des chlorures de sodium (2 g) et de magnésium (0,16 g), des sous-carbonates de fer (0,68 g), de chaux (2,924 g), de carbonate de magnésie (0,48 g) et de la silice (0,08 g) (quantité pour 8 kg d'eau) »,.

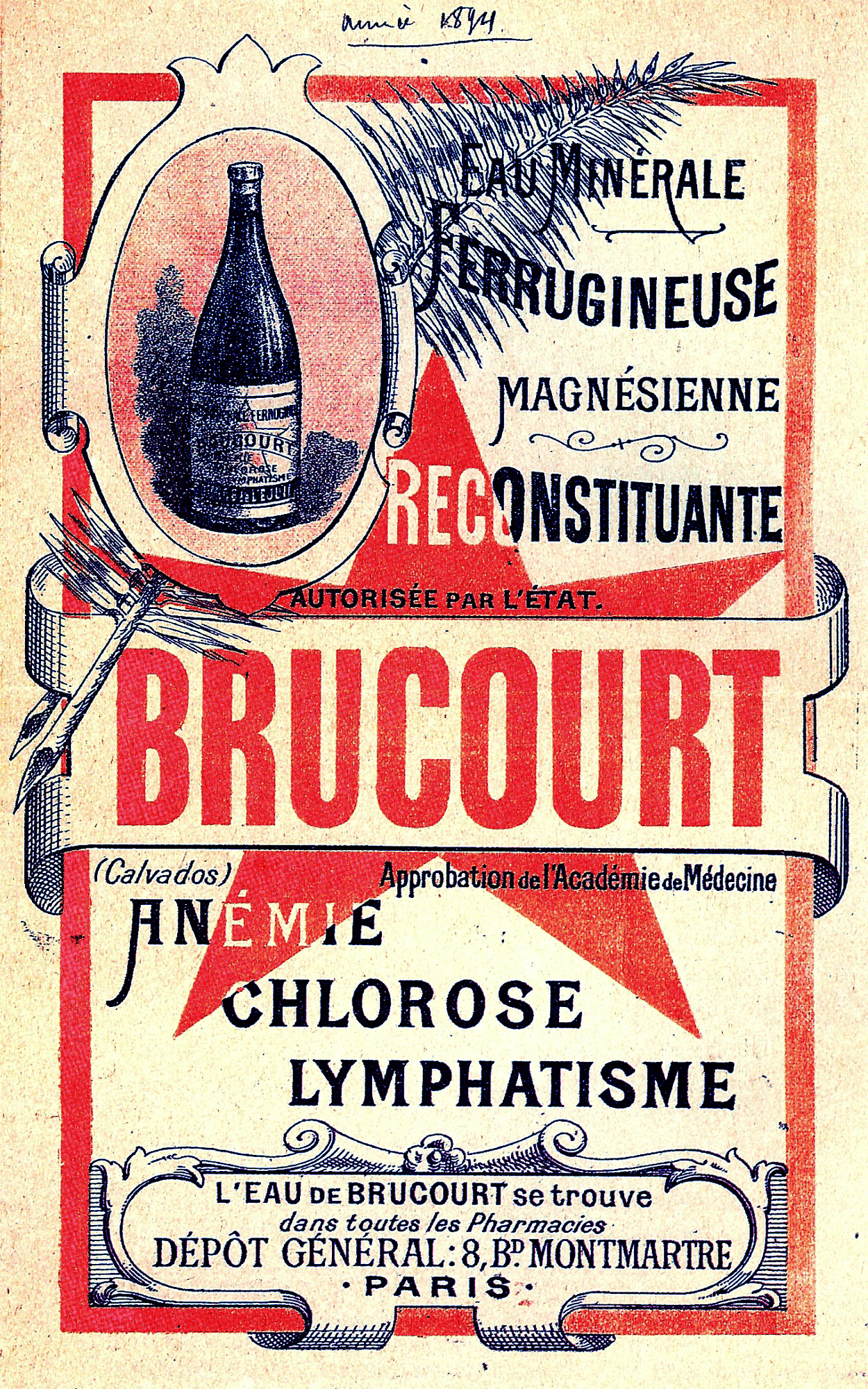
Publicité pour l'eau de Brucourt de 1894.

La plaque apposée sur la source indique l'approbation de l'académie de médecine le 12 mai 1885 et l'autorisation d'exploitation de l'État du 12 juin 1885.
M. Deleau, créateur du Sirop Deleau contre la toux, ancien chef de laboratoire à l'école de médecine de Caen et pharmacien à Dives-sur-Mer, déclare en 1917 que « les examens réalisés permettent d'affirmer que l'eau de Brucourt est éminemment reconstituante et tonique. Pour un usage prolongé, on n'a jamais à craindre d'affections congestives. Son emploi se justifie chaque fois que l'organisme à besoin de fer. […] En résumé, les sources ferrugineuses existent un peu partout, mais le fer et la magnésie n'ont jamais encore été jusqu'ici rencontrés que dans l'eau de Brucourt seulement. Aussi cette eau est-elle appelée à combattre l'anémie, le choléra, le lymphatisme et toutes les affections qui en découlent. ».

#### Exploitation de la source
En 1877, M. Laur, propriétaire de la source, décide de commercialiser son eau. La Compagnie fermière de Vichy décide alors d'en faire l'acquisition. Elle fait réaliser plusieurs captages pour en améliorer le débit mais sans aucun succès. Elle revend alors la source à deux médecins parisiens, MM. Thomas et Collardeau, qui la cèdent rapidement à l'un de leurs confrères de Caen, le docteur Mullois. Une dernière tentative est faite début 1914 par une société anglaise avec la production de 2 000 bouteilles à destination de la capitale. Mais la déclaration de la guerre met fin au projet de création d'un établissement thermal de standing. Aujourd'hui enfermée dans une grotte artificielle, la source déverse au ruisseau son eau ferrugineuse.

#### Château de Brucourt, chapelle Saint-Hermès et moulin à eau
Si l'on en croit Arcisse de Caumont, célèbre antiquaire normand, au lieu-dit le Château, sur le bord des marais, sur la rive de l'Ancre, existait un splendide château du XVIIe siècle sur l'emplacement probable du castel féodal des premiers seigneurs de Brucourt. Le château avait, dans son entourage, une chapelle dont l'évêque avait le patronage. Cette chapelle, dédiée à saint Hermès, datait de 1632, date probable de la dernière reconstruction du château et de la chapelle. Un peu plus bas sur le cours de l'Ancre, un lieu-dit du Moulin laisse supposer l'existence à cet endroit, au bord de la rivière, d'un moulin à eau. Tous ces emplacements sont désormais occupés par des exploitations agricoles et des bâtiments d'habitation pour Brucourtois ou horsains.

### Personnalités liées à la commune
- Robert de Brucourt, évêque d'Évreux en 1340[64].
- Philippe de Brucourt, évêque d'Évreux en 1368[64].
- Eléazar de Sarcilly, sieur de Chandeville, né à Brucourt le 24 mars 1611, mort à Paris en 1633, auteur de poésies érotiques recueillies par Georges de Scudéry[135],[136].
- Jacques, Étienne Turgot (1670-1722), marquis de Sousmont, seigneur de Brucourt, conseiller du roi, maître des requêtes, intendant de Metz, grand-père de Turgot.
- Michel-Étienne Turgot (1690-1751), marquis de Sousmont, seigneur de Brucourt, conseiller au Parlement de Paris, prévôt des marchands, conseiller d'État, membre de l'académie des Instituts, père de Turgot.
- Michel Jacques Turgot (1719-1773), marquis de Sousmont, maître des requêtes, président à mortier, frère aîné de Turgot.
- Étienne-François Turgot (1721-1789), dernier seigneur de Brucourt, chevalier de Malte, brigadier des armées du roi et gouverneur de la nouvelle colonie de Guyane de 1763 à 1765, frère de Turgot[137],[63].
- Anne Robert Jacques Turgot (1727–1781), baron de l'Aulne, dit abbé de Brucourt, homme politique et économiste français, ministre de Louis XVI.
- Comte Jean Rapp (1772-1821), général d'Empire, aide de camp de Napoléon Bonaparte, venait régulièrement en villégiature[117].

### Héraldique
| Blason de Brucourt | Blason  | Fascé d'or et de gueules de six pièces, à vingt et une fleurs de lys de l'une en l'autre par trois séries de 4 et 3. Ou : fascé d'or et de gueules, les fasces d'or chargées de quatre fleurs de lis du deuxième et les fasces de gueules de trois fleurs de lis du premier. |
| Blason de Brucourt | Détails | Le village de Brucourt reprend comme armoiries le blason historique des seigneurs de Brucourt (famille éteinte par les femmes au XVe siècle). Le statut officiel du blason reste à déterminer.                                                                               |